# 小林ゆう
小林 ゆう（こばやし ゆう、1982年2月5日 - ）は、日本の女性声優、歌手、元モデル。ホーリーピーク所属。東京都出身。既婚。

## 経歴
高校生でモデルにスカウトされたが当初は興味がなく、仕事で演技指導を受けて芝居と声優に興味を持つ。両親にとって声優は未知の職業だったが説得して理解を得た。
2008年、第2回声優アワードで、新人女優賞を受賞。
2017年12月29日、Twitterで一般男性との入籍を発表。

## 人物
特技はダンス、大縄跳び。

## 出演
太字はメインキャラクター。

### テレビアニメ
2003年
- 高橋留美子劇場（女子高生）
- 高橋留美子劇場 人魚の森（女の声、外の女、店員、女ライダー）
- プラネテス（管制課員、同級生妻、子供E、新入社員）

2004年
- アークエとガッチンポー（2004年 - 2005年、タケシ） - 2シリーズ
- 犬夜叉（子供）
- カレーの国のコバ〜ル（トゲール、ハニーおばさん）
- 機動戦士ガンダムSEED（孤児院の子供）
- この醜くも美しい世界（ドラマ女〈浜子〉、タケル〈幼年期〉）
- SAMURAI 7（シノ）
- DAN DOH!!（青葉弾道）
- 爆裂天使（同級生A、上級生A）
- 名探偵コナン（2004年 - 2021年、アナウンス、アナウンサー、雁野守、泉海乃梨子、天野香須美）
- RAGNAROK THE ANIMATION（リン）

2005年
- あまえないでよっ!!（2005年 - 2006年、アナウンサー、少年、女優霊） - 2シリーズ
- 奥さまは魔法少女（桂裕貴）
- ガン×ソード（子供）
- ギャラリーフェイク（友美）
- 甲虫王者ムシキング 森の民の伝説（幼いソーマ）
- しましまとらのしまじろう
- 好きなものは好きだからしょうがない!!（北村風太）
- スクールランブル（2005年 - 2006年、ララ・ゴンザレス、ドライブ、男の子、ラーラ） - 2シリーズ
- スターシップ・オペレーターズ（篠原ミナセ）
- はっぴぃセブン 〜ざ・テレビまんが〜（沖まひる）
- ブラック・ジャック（映児）
- 魔豆奇伝パンダリアン（アビー）
- 魔法先生ネギま!（2005年 - 2007年、桜咲刹那、男の子、ビビ） - 2シリーズ

2006年
- おとぎ銃士 赤ずきん（鏡の少年）
- 機動戦士ガンダムSEED DESTINY（孤児院の子供）
- Canvas2 〜虹色のスケッチ〜（バスケ部員）
- 銀魂（2006年 - 2018年、猿飛あやめ） - 4シリーズ
- 砂沙美魔法少女クラブ（木島綾音）
- 地獄少女（桐野沙樹、友達）
- Soul Link（相澤秀平〈幼少期〉）
- つよきす Cool×Sweet（椰子なごみ）
- TOKYO TRIBE2（2006年 - 2007年、スンミ）
- ひぐらしのなく頃に（2006年 - 2007年、北条悟史） - 2シリーズ
- 武装錬金（楯山千歳、ウマカバーガー店員、幼少の秋水、女子アナウンサー 、女子生徒）
- プリンセス・プリンセス（坂本夏流、河野亨〈幼少期〉）
- まじめにふまじめ かいけつゾロリ（ペヨ）
- MUSASHI -GUN道-（ニンジャ太郎、猿飛佐助）
- 落語天女おゆい（千石涼）

2007年
- AYAKASHI（長尾完太）
- ケンコー全裸系水泳部 ウミショー（新堂四姉妹）
- さよなら絶望先生（2007年 - 2009年、木村カエレ、櫻井よしこ 他） - 3シリーズ
- シャンプー王子（ソープン）
- Saint October（聖三咲）
- セイント・ビースト〜光陰叙事詩天使譚〜（子供）
- 桃華月憚（六条章子、海部瑠衣）
- ドラゴノーツ -ザ・レゾナンス-（カケイ・リョウコ）
- 爆丸バトルブローラーズ（ダン / 空操弾馬）
- BACCANO! -バッカーノ!-（ニース・ホーリーストーン）
- PRISM ARK（ユング・フォン・フェルディナント、マイステル〈幼少期〉、アイラ）
- ポケットモンスター ダイヤモンド&パール（ハツネ）
- ポケモン不思議のダンジョン 時の探検隊・闇の探検隊（プクリン）

2008年
- あまつき（紅鳶〈べにとび〉））
- アリソンとリリア（ルネ）
- かたつむリンピック（ガミー）
- 仮面のメイドガイ（平野美和）
- 今日の5の2（佐藤リョータ）
- クリスタル ブレイズ（サラ）
- セキレイ（秋津）
- のらみみ（コタ郎、カッちゃん〈少年期〉、コタ郎） - 2シリーズ
- ひだまりスケッチ（2008年 - 2010年、まりんちゃん） - 2シリーズ
- BLASSREITER（エミール）
- BLUE DRAGON 天界の七竜（ロム）
- まかでみ・WAっしょい!（シンクラヴィア）
- Mission-E（理恵）
- ワールド・デストラクション 〜世界撲滅の六人〜（リ・ア＝ドラグネール）

2009年
- うみねこのなく頃に（嘉音）
- クプ〜!!まめゴマ!（ひかる、コバン）
- ケロロ軍曹（山田君）
- 咲-Saki-（2009年 - 2014年、加治木ゆみ） - 3シリーズ
- 夏のあらし! 〜春夏冬中〜（穴守好実）
- にゃんこい!（一ノ瀬凪）
- はじめの一歩 シリーズ（2009年 - 2014年、板垣菜々子） - 2シリーズ
- バスカッシュ!（クローリー）
- ヒゲぴよ（羽田ひろし）
- BLEACH（檜佐木修兵〈少年期〉）
- ポケモン不思議のダンジョン 空の探検隊 時と闇をめぐる最後の冒険（プクリン）
- まりあ†ほりっく（2009年 - 2011年、衹堂鞠也） - 2シリーズ

2010年
- 荒川アンダー ザ ブリッジ（アマゾネス） - 2シリーズ
- おおかみかくし（九澄博士）
- 会長はメイド様!（加賀しず子、センちゃん、深谷陽向〈幼少時〉、叶爽太郎〈幼少時〉）
- 神のみぞ知るセカイ（2010年 - 2011年、羽鳥ゆう） - 2シリーズ
- 世紀末オカルト学院（川島千尋）
- 生徒会役員共（2010年 - 2014年、横島ナルコ、津田タカトシ〈幼少時〉） - 2シリーズ
- セキレイ〜Pure Engagement〜（秋津）
- ソ・ラ・ノ・ヲ・ト（リオ / 和宮梨旺）
- ダンス イン ザ ヴァンパイアバンド（美刃）
- 探偵オペラ ミルキィホームズ（ケイト）
- テガミバチ（2010年 - 2011年、エレナ・ブラン） - 2シリーズ
- 殿といっしょシリーズ（2010年 - 2011年、森蘭丸、小松） - 2シリーズ
- 爆丸バトルブローラーズ ニューヴェストロイア（ダン / 空操弾馬、バロンの母）
- B型H系（金城京香）
- 百花繚乱 サムライガールズ（2010年 - 2013年、後藤又兵衛） - 2シリーズ
- モンハン日記 ぎりぎりアイルー村☆アイルー危機一髪☆（ニャイト）

2011年
- アドリブアニメ研究所（弁財天先生）
- イナズマイレブンGO（2011年 - 2014年、霧野蘭丸、剣城京介〈少年時代〉、瞬木雄太、ヒラリ・フレイル 他） - 3シリーズ
- いぬまるだしっ（いぬまるくん）
- 境界線上のホライゾン（本多・二代）
- サウスパーク（パリス・ヒルトン）
- STEINS;GATE（2011年 - 2018年、漆原るか） - 2シリーズ
- SKET DANCE（浅雛菊乃、照子）
- 世界一初恋2（朝比奈薫〈幼少期〉）
- だぶるじぇい（フランソワーズ坂井）
- HIGH SCORE（松本笑華）
- 爆丸バトルブローラーズ ガンダリアンインベーダーズ（ダン / 空操弾馬）
- FAIRY TAIL（ダフネ）
- フラクタル（クレイン）
- まよチキ!（坂町近次郎〈幼少期〉）
- モンハン日記 ぎりぎりアイルー村G（ニャイト）
- 遊☆戯☆王ZEXAL（2011年 - 2014年、キャッシー） - 2シリーズ
- よんでますよ、アザゼルさん。（2011年 - 2013年、アンダイン） - 2シリーズ
- レベルE（ミキヒサ / 幹久今日子）

2012年
- AKB0048（覆面の少年）
- 神様はじめました（磯姫）
- 境界線上のホライゾンII（本多・二代）
- 銀河へキックオフ!!（太田翔）
- クイーンズブレイド リベリオン（シギィ）
- 好きっていいなよ。（めいの母）
- 男子高校生の日常（ヤナギン）
- 超訳百人一首 うた恋い。（紫式部）
- デジモンクロスウォーズ 〜時を駆ける少年ハンターたち〜（田村まこと）
- バックステージ・アイドル・ストーリー（小林ゆう）
- ポケットモンスター ベストウイッシュ（セイン）
- マジでオタクなイングリッシュ!りぼんちゃん 〜英語で戦う魔法少女〜（ライ バル子）
- めだかボックス（鉈山粍）

2013年
- イクシオン サーガ DT（ミランダ）
- サーバント×サービス（長谷部薫）
- 獣旋バトル モンスーノ（スタットル、キミ）
- しろくまカフェ（月子）
- 進撃の巨人（2013年 - 2022年、サシャ・ブラウス） - 6シリーズ
- 閃乱カグラ（2013年 - 2018年、葛城） - 2シリーズ
- 超次元ゲイム ネプテューヌ THE ANIMATION（キセイジョウ・レイ）
- 魔界王子 devils and realist（エリュゴス）
- マジでオタクなイングリッシュ!りぼんちゃん the TV（ライ バル子）

2014年
- お姉ちゃんが来た（花園美鶴、朋也の母）
- クレヨンしんちゃん（2014年 - 2015年、根井丸、二子玉川タツヤ）
- サムライフラメンコ（マイアミバレリーナ）
- 人生相談テレビアニメーション「人生」（地獄谷ふさえ）
- 星刻の竜騎士（アヴドーチャ・キルツカヤ）
- Z/X IGNITION（マリス / オディウム）
- デンキ街の本屋さん（Gメン / 子Gメン）
- 東京ESP（釘宮小鳩）
- ヒーローバンク（海鳴一心）
- 風雲維新ダイ☆ショーグン（由利原理火）
- 魔弾の王と戦姫（エリザヴェータ＝フォミナ）

2015年
- いとしのムーコ（たまきくん）
- おくさまが生徒会長!（若菜亮二）
- Classroom☆Crisis（アンジェリーナ / 服部花子）
- 血液型くん! シリーズ（2015年 - 2016年、O型ちゃん） - 3シリーズ
- 血界戦線（2015年 - 2017年、チェイン・皇） - 2シリーズ
- 幸腹グラフィティ（露子）
- 進撃!巨人中学校（サシャ・ブラウス）
- 聖剣使いの禁呪詠唱（神崎斎子）
- デュエル・マスターズ シリーズ（2015年 - 2021年、デュエマウス） - 4シリーズ
- トランスフォーマー アドベンチャー（フィルチ）
- ニセコイ:（オウム）
- モンスター娘のいる日常（墨須）
- 夜ノヤッターマン（タケシ）
- 落第騎士の英雄譚（綾辻絢瀬）

2016年
- うどんの国の金色毛鞠（田中英太郎、俵宗太〈幼少期〉、カエル、メルクル、はりねずみさん）
- 学戦都市アスタリスク（ヒルダ・ジェーン・ローランス）
- 3月のライオン（犬）
- 昭和元禄落語心中（2016年 - 2017年、小夏） - 2シリーズ
- 石膏ボーイズ（風呂柳節子、三十三間走り隊）
- タイガーマスクW（2016年 - 2017年、ミスX〈Xウーマン〉）
- ダンガンロンパ3 -The End of 希望ヶ峰学園-（小泉真昼） - 1シリーズ + 特別編
- ナンバカ（ウパ）
- ねこねこ日本史（2016年 - 2021年、主役のねこ偉人、準主役のねこ偉人） - 5シリーズ
- ハイスクール・フリート（野間マチコ）
- はんだくん（天王寺佐和子）
- ブブキ・ブランキ（ジアーナ・アルセーニエヴナ・バラキレヴァ） - 2シリーズ
- ベイブレードバースト（2016年 - 2019年、小紫ワキヤ、赤刃カンナ、ナイト伯爵） - 3シリーズ
- マギ シンドバッドの冒険（ファーラン）
- 魔法少女育成計画（ヴェス・ウィンタープリズン / 亜柊雫）
- 魔法つかいプリキュア!（2016年 - 2025年、スパルダ） - 2シリーズ
- ラララ ララちゃん パタパタだいせんそう / ウチュ〜にムチュ〜（2016年 - 2017年、パンビット） - 2シリーズ
- 私がモテてどうすんだ（芹沼花依）

2017年
- スクールガールストライカーズ Animation Channel（居吹イミナ）
- けものフレンズ（2017年 - 2019年、ツチノコ） - 2シリーズ
- 将国のアルタイル（レレデリク）
- かみさまみならい ヒミツのここたま（パタリーナ）
- 6HP/シックスハートプリンセス（なっちゃん）
- 異世界はスマートフォンとともに。（2017年 - 2023年、椿） - 2シリーズ
- GLAMOROUS HEROES（早乙女千尋）
- UQ HOLDER! 〜魔法先生ネギま!2〜（桜咲刹那）
- ブラッククローバー（2017年 - 2021年、シャーロット・ローズレイ、シャルラ）
- キノの旅 -the Beautiful World- the Animated Series（羊B）

2018年
- ポプテピピック（2018年 - 2021年、ピピ美〈第5話Aパート / 再放送・リミックス版第9話Aパート〉）
- Cutie Honey Universe（常似ミハル）
- 東京喰種トーキョーグール:re（カナエ＝フォン・ロゼヴァルト）
- 蒼天の拳 REGENESIS（流緋鶴 / 謎の少年） - 2シリーズ
- ロード オブ ヴァーミリオン 紅蓮の王（黒髪マリエ）
- 若おかみは小学生!（ウリケン〈立売健吾〉、女性客3）
- RErideD-刻越えのデリダ-（ドナ / アンゼリカ）
- メルクストーリア -無気力少年と瓶の中の少女-（ハルシュト）

2019年
- モブサイコ100 II（おひきさん）
- グリムノーツ The Animation（カオス・雪の女王）
- この世の果てで恋を唄う少女YU-NO（武田絵里子、エィッリィククワッドゥロッウ）
- とある魔術の禁書目録III（シルビア）
- Fate/Grand Order -絶対魔獣戦線バビロニア-（2019年 - 2020年、エルキドゥ / キングゥ）
- 食戟のソーマ 神ノ皿（デコラ）

2020年
- ドロヘドロ（能井）
- 宝石商リチャード氏の謎鑑定（砂州真美）
- ソマリと森の神様（キキーラ）
- ゾイドワイルド ZERO（ジャニス）
- アラド:逆転の輪（泣き目のヒルダー）
- THE GOD OF HIGH SCHOOL ゴッド・オブ・ハイスクール（ヒール、ジャン・ジャンミ）
- 『ヒプノシスマイク -Division Rap Battle-』Rhyme Anima（2020年 - 2023年、東方天乙統女） - 2シリーズ
- とーとつにエジプト神（2020年 - 2023年、バステト ） - 2シリーズ

2021年
- オルタンシア・サーガ（アーデルハイド・オリヴィエ）
- EX-ARM エクスアーム（ソーマ）
- おしりたんてい（ゆき / YUKI）
- のりものまん モービルランドのカークン（2021年 - 2022年、コゲルン）
- ONE PIECE（2021年 - 2024年、ブラックマリア、子供②）
- 不滅のあなたへ（サンデル）
- 平穏世代の韋駄天達（フェルランディア）
- しまじろうのわお!（ホタルくん）
- ひぐらしのなく頃に卒（北条悟史）
- ブルーピリオド（八虎の母）
- デジモンゴーストゲーム（2021年 - 2023年、月夜野瑠璃）
- プラチナエンド（明日の叔母）
- さんかく窓の外側は夜（少年冷川）
- 宇宙なんちゃら こてつくん（アルマ博士）

2022年
- 終末のハーレム（技術長官）
- パリピ孔明（MIA西表）
- BIRDIE WING -Golf Girls' Story-（2022年 - 2023年、及川楓） - 2シリーズ
- 遊☆戯☆王ゴーラッシュ!!（2022年 - 2025年、平森みつ子）
- もっと!まじめにふまじめ かいけつゾロリ（フラン）
- 新テニスの王子様 U-17 WORLD CUP（ジョナタン・サン・ジョルジュ）
- アキバ冥途戦争（佐野みのり）

2023年
- HIGH CARD（ニックス）
- ノケモノたちの夜（アスタロト）
- 逃走中 グレートミッション（2023年 - 2025年、パンナ・ラヴ、根津忠太、アヌビス神、ネル、マルタ 他）
- 実は俺、最強でした?（ギーゼロッテ・オルテアス）
- Fate/strange Fake（2023年 - 2025年、ランサー） - 2シリーズ
- Lv1魔王とワンルーム勇者（押入れの中の人）
- 無職転生 II 〜異世界行ったら本気だす〜（スザンヌ）
- ビックリメン（オアシス、オアシス天如）

2024年
- ダンジョン飯（シスル）
- 魔女と野獣（ローエル）
- じいさんばあさん若返る（高橋セツ）
- VTuberなんだが配信切り忘れたら伝説になってた（宇月聖）
- この世界は不完全すぎる（ゲーデル）
- なぜ僕の世界を誰も覚えていないのか?（ラースイーエ）
- ぷにるはかわいいスライム（2024年 - 2025年、宝代） - 2シリーズ

2025年
- 妃教育から逃げたい私（クラーク〈7歳・10歳〉）
- 全修。（女子D）
- アラフォー男の異世界通販（ニャメナ）
- 魔神創造伝ワタル（占部霊子）
- ざつ旅-That's Journey-（吉本さん）
- ＃コンパス2.0 戦闘摂理解析システム（軍曹）
- キミと僕の最後の戦場、あるいは世界が始まる聖戦 Season II（グリューゲル）
- 中禅寺先生物怪講義録 先生が謎を解いてしまうから。（山辺由実）
- 強くてニューサーガ（炎眼）
- 地獄先生ぬ〜べ〜 (2025)（人体模型）
- 3年Z組銀八先生（猿飛あやめ）
- 笑顔のたえない職場です。（梨田ありさ）

### 劇場アニメ
2004年
- 犬夜叉 紅蓮の蓬莱島（橙）

2005年
- アークエとガッチンポー THE MOVIE チェルシーの逆襲（タケシ）

2006年
- 劇場版 どうぶつの森（ゆう）

2009年
- HELLS ANGELS（門番女）
- ボクとガク 〜あの夏のものがたり〜（藤村希望）

2010年
- 銀魂（2010年 - 2021年、猿飛あやめ） - 3作品

2011年
- 劇場版イナズマイレブンGO 究極の絆 グリフォン（霧野蘭丸）
- 劇場版 魔法先生ネギま! ANIME FINAL（桜咲刹那）

2012年
- 劇場版 イナズマイレブンGO vs ダンボール戦機W（霧野蘭丸）

2013年
- AURA 〜魔竜院光牙最後の闘い〜（織田）
- 劇場版 STEINS;GATE 負荷領域のデジャヴ（漆原るか）
- SHORT PEACE 『火要鎮』（お梅）

2014年
- イナズマイレブン 超次元ドリームマッチ（霧野蘭丸）
- 劇場版 進撃の巨人（2014年 - 2018年、サシャ・ブラウス） - 3作品
- 映画ドラえもん 新・のび太の大魔境 〜ペコと5人の探検隊〜（ペコ）

2017年
- 劇場版 生徒会役員共（2017年 - 2021年、横島ナルコ） - 2作品

2019年
- 映画 この素晴らしい世界に祝福を!紅伝説（女オーク）

2020年
- 劇場版 ハイスクール・フリート（野間マチコ）
- 映画 ねこねこ日本史 〜龍馬のはちゃめちゃタイムトラベルぜよ!〜（坂本龍馬、吉田松陰、ペリー、近藤勇、卑弥呼、聖徳太子、聖武天皇、紫式部、平清盛、源頼朝、源義経、武田信玄、毘沙門天、徳川家康、平将門、タヌキ、徳川吉宗、葛飾北斎、島津義弘）

2021年
- Fate/Grand Order -終局特異点 冠位時間神殿ソロモン-（エルキドゥ）

2022年
- 映画おしりたんてい シリアーティ（YUKI）

2023年
- ブラッククローバー 魔法帝の剣（シャーロット・ローズレイ）

2024年
- クレヨンしんちゃん オラたちの恐竜日記（サン）
- 劇場版 イナズマイレブン 新たなる英雄たちの序章（屯田万稔）

2025年
- 映画しまじろう しまじろうとゆうきのうた

### OVA
2005年
- いつだってMyサンタ!（シャリー）
- がぁーでぃあんHearts ぱわ〜あっぷ!（鏡円）
- 機動戦士ガンダムSEED ASTRAY（風花・アジャー）
- スクールランブル OVAシリーズ（2005年 - 2008年、ララ・ゴンザレス） - 2作品
- トップをねらえ2!（シトロン・リモーネ）

2006年
- ネギま!? 春版・夏版（桜咲刹那）
- マリア様がみてる 3rdシーズン（綾小路菊代）

2008年
- 劇場版銀魂 〜白夜叉降誕〜 予告篇（猿飛あやめ）
- さよなら絶望先生 OVA（2008年 - 2009年、木村カエレ） - 2作品
- テガミバチ 〜光と青の幻想夜話〜（エレナ・ブラン）
- 魔法先生ネギま! OVAシリーズ（2008年 - 2009年、桜咲刹那） - 2作品

2009年
- AIKa ZERO（ハムレット）
- 今日の5の2 放課後（佐藤リョータ）
- 少女ファイト（長谷川留弥子）
- 電波的な彼女（紗月美夜）
- ひぐらしのなく頃に OVAシリーズ（2009年 - 2011年、北条悟史） - 2作品

2010年
- 殿といっしょ（小松殿 / 稲姫）

2011年
- エア・ギア（安達絵美理）
- 会長はメイド様!（加賀しず子） - DVD＆Blu-ray第10巻新作特別エピソード
- 生徒会役員共 シリーズ（横島ナルコ） - 4作品+単行本6-15巻限定版付属

2012年
- クイーンズブレイド リベリオン 聖女の煩悶〜信仰の扉は、また開く〜（シギィ）
- はぐれ勇者の鬼畜美学 vs クイーンズブレイド リベリオン（シギィ）
- これはゾンビですか? オブ・ザ・デッド（妄想ユー）
- HIGH SCORE（松本笑華）
- 姫ギャル♥パラダイス（あまおう）※ちゃお2012年4月号付属DVD
- わんおふ -one off-（シンシア・B・ロジャース）

2013年
- 好きっていいなよ。（めいの母）
- SKET DANCE（浅雛菊乃）

2014年
- 銀魂「布団に入ってから拭き残しに気付いて寝るに寝れない時もある」（猿飛あやめ）
- 進撃の巨人 突然の来訪者〜苛まれる青春の呪い〜（サシャ・ブラウス）
- チェインクロニクル 〜ショートアニメ〜（キキ）
- マギ シンドバッドの冒険（2014年 - 2015年、ファーラン）※単行本5 - 7巻OVA付き特別版

2015年
- 咲日和（加治木ゆみ）
- 昭和元禄落語心中（小夏）
- 閃乱カグラ ESTIVAL VERSUS -水着だらけの前夜祭-（葛城）
- 百花繚乱 サムライアフター（後藤又兵衛）

2016年
- モンスター娘のいる日常（墨須）※コミックス第11、12巻OAD付き特装版

2017年
- OVA ハイスクール・フリート（野間マチコ）

2018年
- ブラッククローバー オール魔法騎士感謝祭（シャーロット・ローズレイ） - ジャンプスペシャルアニメフェスタ2018上映作品

### Webアニメ
2000年代
- Candy boy（2008年、櫻井雫）

2010年代
- TRIP TREK（2010年、ザジゼール・ゾッコ）
- カッコカワイイ宣言!（2011年、加奈子のねえちゃん）
- 金田一少年の事件簿（2014年、ヴァイオレット、文子）
- 土鶸井先輩保護クラブ（2014年、土鶸井先輩）
- ラララ ララちゃん（2015年、パンビット）
- アイドロップス（2016年、塩酸テトラヒドロゾリン）
- 夢王国と眠れる100人の王子様 ショート（2017年、ペコ）
- GOD EATER レゾなんとか劇場（2018年、セラ）
- ケンガンアシュラ（2019年 - 2023年、東郷とまり） - 3シリーズ

2020年代
- ベイブレードバースト スパーキング（2020年 - 2021年、小紫ワキヤ）
- とーとつにエジプト神（2020年 - 2021年、バステト）
- 銀魂 THE SEMI-FINAL 万事屋篇（2021年、猿飛あやめ）
- ぶらどらぶ（2021年、雲天那美）
- 終末のワルキューレ（2021年、フリスト）
- ベイブレードバースト ダイナマイトバトル（2021年 - 2022年、小紫ワキヤ）
- Arcane：League of Legends（2021年、ヴァイ）
- ヴァンパイア・イン・ザ・ガーデン（2022年、フィーネ）
- ブルーアーカイブ「beautiful day dreamer」（2022年、剣先ツルギ）
- きよねこっ（2022年 - 2023年、トヨ、霊に取り憑かれた女性客、ステファニー）
- LUPIN ZERO（2022年 - 2023年、アルベール）
- Fate/Grand Order 藤丸立香はわからない（2023年、エルキドゥ）
- 悪魔くん（2023年、悪魔）
- スコット・ピルグリム テイクス・オフ（2023年)
- ムーンライズ（2025年、エリック・ベーカー）

### ゲーム
2005年
- 魔法先生ネギま!（2005年 - 2007年、桜咲刹那） - 7作品

2006年
- スクールランブル 二学期 恐怖の(?)夏合宿! 洋館に幽霊現る!? お宝を巡って真っ向勝負!!!の巻（ララ・ゴンザレス）
- バテン・カイトスII 始まりの翼と神々の嗣子（ミリィ / ミリィアルデ）

2007年
- 一騎当千 Shining Dragon（貂蝉）
- 銀魂（2007年 - 2018年、猿飛あやめ） - 5作品
- ジオテイル（伊集院沙耶、鷹司沙姫）
- チョコボの不思議なダンジョン 時忘れの迷宮（イルマ）
- ひぐらしのなく頃に祭（北条悟史）
- 武装錬金 ようこそ パピヨンパークへ（楯山千歳）
- ロックマンゼクス アドベント（ライブメタル・モデルA）

2008年
- あかね色に染まる坂 ぱられる（藤宮彩）
- アルカナハート2（ドロシー・オルブライト）
- 一騎当千 Eloquent Fist（貂蝉）
- シグマ ハーモニクス（黒上佳子）
- シドとチョコボの不思議なダンジョン 時忘れの迷宮DS+（イルマ）
- チョコボと魔法の絵本 魔女と少女と5人の勇者（イルマ姫）
- DS電撃文庫ADV バッカーノ!（ニース・ホーリーストーン）
- 12RIVEN -the Ψcliminal of integral-（星野遊々）
- どきどき魔女神判2（渚烈火）
- ナイトウィザード The VIDEO GAME 〜Denial of the World〜（望月チハヤ）
- 幕末恋華 新選組（照姫）
- 海辺でリーチ!DS（高波渚紗）
- PRISM ARK -AWAKE-（ユング・フォン・フェルディナント）
- 吸血奇譚 ムーンタイズ（ヒヨコ・ブラッド）
- beatmania IIDX 16 EMPRESS（楽曲『翼』歌唱、ムービー出演、カテゴリボイス）

2009年
- アークライズファンタジア（ポーリャ）
- アルカナハート3（ドロシー・オルブライト）
- あかね色に染まる坂 ぽーたぶる（藤宮彩）
- アサシン クリード II（ローザ）
- おおかみかくし（九澄博士）
- GALAXY ANGEL II 無限回廊の鍵（???）
- クレヨンしんちゃん 嵐を呼ぶ ねんどろろ〜ん大変身!
- STEINS;GATE（2009年 - 2018年、漆原るか） - 4作品
- ひぐらしデイブレイク ポータブル MEGA EDITION（北条悟史）
- Million KNights Vermilion（フォロ）

2010年
- アルトネリコ3 世界終焉の引鉄は少女の詩が弾く（ルーファン）
- 一騎当千 XROSS IMPACT（貂蝉）
- うみねこのなく頃に（2010年 - 2011年、嘉音） - 3作品
- 黄金夢想曲（2010年 - 2011年、嘉音） - 2作品
- キャッスルヴァニア ロード オブ シャドウ（クローディア、ババ・ヤーガ）
- 紅魔城伝説II 妖幻の鎮魂歌（2010年、八雲藍）
- 咲-Saki-（2010年 - 2015年、加治木ゆみ） - 2作品
- シグマ ハーモニクス コーダ（黒上佳子）
- ソ・ラ・ノ・ヲ・ト 乙女ノ五重奏（クインテット）（リオ / 和宮梨旺）
- のーふぇいと! 〜only the power of will〜（スピアー）
- ひぐらしのなく頃に絆 第四巻・絆（北条悟史）
- Fate/EXTRA（ランルーくん）
- 武装神姫 BATTLE MASTERS（ヘルハウンド型MMS ガブリーヌ）
- BLUE ROSES 〜妖精と青い瞳の戦士たち〜（ブリジッド）
- メタルギアソリッド ピースウォーカー（セシール・コジマ・カミナンデス）
- Memories Off ゆびきりの記憶（南雲霞）
- らぶでゅえ!（シュシュ）

2011年
- イナズマイレブンGO（2011年 - 2013年、霧野蘭丸、剣城京介〈7才〉、レポーター、ヒラリ・フレイル、瞬木雄太） - 3作品
- イナズマイレブン ストライカーズ（2011年 - 2012年、霧野蘭丸、鬼塚平太、キモロ） - 3作品
- 閃乱カグラ -少女達の真影-（葛城）
- たんていぶ THE DETECTIVE CLUB（小金咲紫苑） - 3作品
- つくものがたり（安倍彩香）
- ファイナルファンタジー零式（ユウヅキ）
- 武装神姫 BATTLE MASTERS Mk.2（ヘルハウンド型MMS ガブリーヌ）
- ルーンファクトリー オーシャンズ（命）
- 萌ガチャ（神埼ミコト）

2012年
- エクストルーパーズ（W.I.Z）
- 鬼武者Soul（小姓、雑賀孫市 皐月、上杉謙信、大浦於戌、最上駒姫、花王院快応 他）
- 神次元ゲイム ネプテューヌV（キセイジョウ・レイ）
- ギルティクラウン ロストクリスマス（プレゼント）
- グラナド・エスパダ（フリーデ）
- CODE OF PRINCESS（アレグロ・ナンタービレ・カンタービレ）
- スーパーダンガンロンパ2 さよなら絶望学園（小泉真昼）
- ストリートファイター X 鉄拳（ニーナ）
- 閃乱カグラ Burst -紅蓮の少女達-（葛城）
- トリックスター（シフレ）
- 姫ギャル♥パラダイス メチカワ! アゲ盛り↑センセーション!（あまおう）
- ファイアーエムブレム 覚醒（ルキナ / マルス）
- マジカルバトルフェスタ（輝河キリオ）

2013年
- アンジュ・ヴィエルジュ 〜第2風紀委員 ガールズバトル〜（ヴァレリア）
- ガールフレンド（仮）（神崎ミコト）
- キャスティングプロデューサー
- 境界線上のホライゾン PORTABLE（本多・二代）
- コール オブ デューティ ゴースト
- サモンナイト5（アンヴィル、ギフト）
- 喋る!海賊ファンタジア（大総統バグワーム）
- 真・雀龍門（冷静な女性）
- 新星のグランドユニオン（アルトライン03）
- 世界名作童話 親子で読めるゲーム絵本（リップヴァンウィンクル）
- 星霜のアマゾネス（ザ・ボマー）
- 閃乱カグラ SHINOVI VERSUS -少女達の証明-（葛城）
- ダンガンロンパ 1・2 Reload（小泉真昼）
- 地球壊滅的B級カノジョZ 宇宙大戦（恵美子）
- ファンタジスタドール ガールズロワイヤル（ラムキュー）
- ファントムブレイカー: エクストラ（エンデ）
- メダロットDUAL（ナビゲーション）
- 遊戯王ZEXAL 激突!デュエルカーニバル!（キャッシー）
- 嫁コレ（木村カエレ）
- LORD of VERMILION III（イージア）

2014年
- アルカナハート3 Love Max!!!!!（ドロシー）
- ウチの姫さまがいちばんカワイイ（死神姫 モリガン・ルフェイ）
- OTOGEAR〜オトギア（切り裂きジャック）
- 鬼武者Soul カードラッシュ
- 神次次元ゲイム ネプテューヌRe;Birth3 V CENTURY（キセイジョウ・レイ）
- 神様のカレイドスコープ（果心居士）
- CV 〜キャスティングボイス〜（南野蝶子）
- グランブルーファンタジー（2014年 - 2025年、テレーズ、桜咲刹那 ） - 2作品
- 車なごコレクション（WRX STI TypeS、アウトランダーPHEV、スープラ）
- ザ・クルー（ロクサーヌ）
- 新・世界樹の迷宮2 ファフニールの騎士（レジィナ）
- スクールガールストライカーズ（居吹イミナ
- 戦場のウエディング（聖王イングリッド）
- 戦場の円舞曲（イグニス）
- 閃乱カグラ2 -真紅-（葛城）
- 大乱闘スマッシュブラザーズシリーズ（2014年 - 2018年、ルキナ、サブレ王国の王子） - 3作品
- デカ盛り 閃乱カグラ（葛城）
- ドラえもん 新・のび太の大魔境 〜ペコと5人の探検隊〜（ペコ）
- V.D. -バニッシュメント・デイ-（能代菜月）
- ヒーローバンク（海鳴一心） - 2作品
- ファントム オブ キル（ヴァジュラ）
- ブキガミ（モモ、セキ）
- 麻雀ヴィーナスバトル（スルーズ・フロル）
- 桃色大戦ぱいろん（コルッカ・S・ハユハ）
- 妖怪百姫たん!（両面宿儺、山ン本五郎左衛門）
- 流線系エンカウンター 2nd Season（ユッテ）
- 龍が如く 維新!（子供）
- WCCF13-14（秘書）

2015年
- インフィニット・ドライブ
- VALKYRIE DRIVE -BHIKKHUNI-（ヴァイオラ）
- オメガラビリンス（翠川真理華）
- オルタンシア・サーガ -蒼の騎士団-（アーデルハイド・オリヴィエ、シグマ）
- ザクセスヘブン（レイナ、定次一）
- The Order:1886（デヴィ）
- 神撃のバハムート（テレーズ）
- しんけん!!（数珠丸れん）
- 戦魂-SENTAMA-（上杉謙信）
- クイズRPG 魔法使いと黒猫のウィズ（ルドヴィカ・ロア）
- セブンスドラゴンIII code:VFD（ナガミミ）
- 戦国姫譚MURAMASA-雅-（島津義弘、母里太兵衛）
- 閃乱カグラ ESTIVAL VERSUS -少女達の選択-（葛城）
- チェインクロニクル（アリシア）
- ひぐらしのなく頃に粋（北条悟史）
- ひとつ飛ばし恋愛V（神木万智）
- ファイアーエムブレムif（王女ルキナ）
- PROJECT X ZONE 2:BRAVE NEW WORLD（ルキナ）
- モンスター娘のいる日常オンライン（墨須）
- 夢王国と眠れる100人の王子様（ペコ、ロルフ）
- レイギガント（古鳥リオナ）
- リング☆ドリーム 女子プロレス大戦（兎澤ルシア、マリィ・ライアン、紅蓮篤美）

2016年
- IRroid〜恋の有効フロンティア〜（美藤真心）
- あんさんぶるガールズ!!（四方みつる）
- 一血卍傑-ONLINE-（イヌガミ）
- 陰陽おとぎソール（土御門魅角）
- 感染×少女（葦切ゆゆ、練玲）
- ガンスリンガー ストラトス3（バン・オードナー）
- グリムノーツ（雪の女王）
- 激突!クラッシュファイト（水精霊・ウンディーネ）
- 幻獣姫（エクスカリバー）
- 進撃の巨人（2016年 - 2018年、サシャ・ブラウス） - 2作品
- すくみず!〜すくみ荘ミッションZ〜（音無氷華）
- セブンナイツ（ナタ）
- 戦乱のサムライキングダム（猿飛佐助）
- デモンゲイズ2（エリク）
- Fate/Grand Order（2016年 - 2022年、エルキドゥ / キングゥ） - 2作品
- ベイブレードバースト（小紫ワキヤ）
- メダロット ガールズミッション（涼風蘭）
- ワールド オブ ファイナルファンタジー（ゴブリンプリンセス）
- League of Legends（ヴァイ）

2017年
- あくしず戦姫 〜戦場を駆ける乙女たち〜（JS-2重戦車、80cm列車砲 グスタフ）
- アトム:時空の果て（どろろ）
- アンジュ・ヴィエルジュ〜ガールズバトル〜（アリス）
- オメガラビリンスZ（翠川真理華）
- 白猫プロジェクト（エリオット・ヘインズ）
- オルタンシア・サーガ -蒼の騎士団-（アーデルハイド、サシャ）
- キズナストライカー!（菜賀しいな）
- クラッシュ・オブ・パンツァー（ジェイド・パットン）
- 黒騎士と白の魔王（メタトロン）
- この世の果てで恋を唄う少女YU-NO（武田絵里子）
- 進撃の巨人 死地からの脱出（サシャ･ブラウス）
- 閃乱カグラ PEACH BEACH SPLASH（葛城）
- チェインクロニクル3（サシャ・ブラウス、ファラ、フェーベ、戦士）
- デスティニーチャイルド（A.I）
- デモンズゲート 〜帝都審神大戦〜 東京黙示録編（能海旭）
- バイオハザード7 レジデント イービル（ゾイ・ベイカー）
- ファイアーエムブレム ヒーローズ（2017年 - 2024年、マルス〈幼少期〉、シーマ、ルキナ）
- ファイアーエムブレム無双（ルキナ）
- ファンタシースターオンライン2 es（ビューレイアール、ルフネシア）
- ベイブレードバースト ゴッド（小紫ワキヤ）
- 崩壊3rd（セシリア・シャニアテ）
- 魔女と百騎兵2（イザベル）
- メギド72（2017年 - 2023年、グレモリー、ダンタリオン）
- モン娘☆は〜れむ（ミヤビ）
- Revolve -リボルヴ-（三舟ミナト）
- ルナプリ from 天使帝國（ガロス）
- LORD of VERMILION IV（黒髪マリエ）

2018年
- ゴッドイーターレゾナントオプス（セラ）
- スターオーシャン:アナムネシス（ヨルムンガンド）
- 世紀末デイズ（草薙綾香）
- 閃乱カグラ Burst Re:Newal（葛城）
- 超回転 寿司ストライカー The Way of Sushido（ソスナ）
- 都立水商!（新塚美知恵）
- ファンタシースターオンライン2（女性追加ボイス165）
- 魔界ウォーズ（ヴァルキリー）
- メタルマックス ゼノ（ミサキ）
- ネギマテ UQ HOLDER! 〜魔法先生ネギま!2〜（桜咲刹那）
- ブラッククローバー カルテットナイツ（シャーロット・ローズレイ）
- ベイブレードバースト バトルゼロ（小紫ワキヤ）
- プレカトゥスの天秤（エヴァ）
- 白猫プロジェクト（エンテ・アキシオン）
- グリモア〜私立グリモワール魔法学園〜（レティシア・ハミルトン）
- Wonderland Wars（クリスチャン・アナスン）

2019年
- エンゲージプリンセス〜眠れる姫君と夢の魔法使い〜（フロレンティア）
- ファンタジーライフ オンライン（アマネ）
- 47 HEROINES（箕輪絹依）
- 八月のシンデレラナイン（一二三ゆり）
- ハイスクール・フリート 艦隊バトルでピンチ!（野間マチコ）
- 白猫テニス（サラ美）
- OVERHIT（ヴァイス）
- SAMURAI SPIRITS（2019年 - 2021年、ダーリィ・ダガー）
- AI: ソムニウム ファイル（灘海硝子）
- Alice Closet（ハートの女王）
- ブラックスター -Theater Starless-（クー）
- DAEMON X MACHINA（ドレイク）
- 東京喰種: re 【CALL to EXIST】（カナエ）
- SDガンダム GGENERATION（2019年 - 2025年、風花・アジャー、ビサイド・ペイン） - 2作品
- 異世界で始める偉人大戦争 〜陣取りしてみませんか〜（黒田官兵衛）
- お姉チャンバラORIGIN（レイ）

2020年
- WAR OF THE VISIONS ファイナルファンタジー ブレイブエクスヴィアス 幻影戦争（オルドア）
- ローリングスフィア（アルタイル、アルケス）
- ドラゴンボールZ カカロット（ボニュー）
- Kick-Flight（ピトフィ）
- ステリアデイズ・ウィキッド（蒼風すず）
- エグゾスヒーローズ（デバ）
- アークナイツ（ワイフー）
- 阿卡迪亞（寂夜）
- セイクリッドブレイド（シルヴァ）
- 百花繚乱 -パッションワールド（後藤又兵衛）
- ダンジョンに出会いを求めるのは間違っているだろうか 〜メモリア・フレーゼ〜（ヴァレッタ・グレーデ)
- IdentityV 第五人格（パトリシア・ドーヴァル）
- メタルマックス ゼノ リボーン（ミサキ）
- グラフィティスマッシュ（キャロル）
- 一騎当千 エクストラバースト（貂蝉）
- 百鬼異聞録〜妖怪カードバトル〜（烏天狗、一つ目小僧）
- 武装神姫 アーマードプリンセス バトルコンダクター（ガブリーヌ）

2021年
- うみねこのなく頃に咲 〜猫箱と夢想の交響曲〜（嘉音）
- ブルーアーカイブ -Blue Archive-（剣先ツルギ）
- テイルズ オブ ザ レイズ（シャーロット・ローズレイ）
- 世界革命RPG ロードオブヒーローズ（フラム）
- とある魔術の禁書目録 幻想収束（シルビア）
- ソード＆ブレイド（東方不敗）
- ファミコン探偵倶楽部 うしろに立つ少女（葉山久子）
- 東方ダンマクカグラ（鬼人正邪）
- D_CIDE TRAUMEREI（範野樹理）
- beatmania IIDX 29 CastHour（刃雪達磨）
- ソウル7：闘羅大陸（清竹）
- モンスターストライク（アンドロメダ）
- グランサガ（フローラ）
- カウンターサイド（シノン）

2022年
- 夢職人と忘れじの黒い妖精（カプリス）
- ミコノート はれときどきけがれ（イザナミ）
- ソウルタイド（カバナ）
- EVE ghost enemies（アウラ）
- 冤罪執行遊戯ユルキル（びん子）
- ゼノブレイド3（ルディ）
- ONE PIECE トレジャークルーズ（ブラックマリア）
- THE KING OF FIGHTERS XV（ダーリィ・ダガー） - DLC追加キャラクター
- MARVEL SNAP（ストーム）
- ドラゴンクエストX 天星の英雄たち オンライン（ジア・レド・ゲノス、ジア・メルド・ゲノス）
- スターオーシャン6 THE DIVINE FORCE（DUMA）
- 勝利の女神:NIKKE（アリア）
- シロナガス島への帰還（アレックス・ウェルナー）
- ドラゴンクエスト トレジャーズ 蒼き瞳と大空の羅針盤（シルフ探検隊の少年、キラーマシン族、スライム族、ビッグハット族、ギガンテス族）
- 無期迷途（ラングリー）

2023年
- ファイアーエムブレム エンゲージ（ルキナ）
- Hi-Fi RUSH（コルシカ）
- タワーオブスカイ（ラヴィール）
- あんさんぶるスターズ!! Music / Basic（鳴上嵐〈幼少期〉） - 2作品
- リスト118（ハイン）

2024年
- ファントム オブ キル -オルタナティブ・イミテーション-（ピナーカ）
- ライドカメンズ（トルス）
- 悪魔王子と操り人形（ディア）
- Rusty Rabbit（ボーリッシュ）
- Wizardry Variants Daphne
- アッシュエコーズ（紅玉）

### アプリ
- すきこえ（ameba）
- テレ東★アニメコンシェル（2013年）
- 美声時計2（iPhoneアプリ）
- まりあ†ほりっく あらいぶ 7分クッキング
- まりあ†くろっく あらいぶ

### ドラマCD
2004年
- 悪魔のミカタ 第一章 - 第三章（小鳥遊恕宇）
- DAN DOH!! 「SMILE SHOT!」（青葉弾道）
- ちんつぶ CHINKO NO TSUBUYAKI（看護士）
- プラネテス CD Drama "Sound Marks"（ハール）
- 魔法先生ネギま! 麻帆良学園中等部2-A：2学期（桜咲刹那）

2005年
- 幻想少年譚 月彦（槙野出版の女子社員）
- 魔法先生ネギま! ドラマCD Vol.2（桜咲刹那）
- 魔法先生ネギま! 特別授業〜お祭り騒ぎに愛に恋（桜咲刹那）

2006年
- 裏スクールランブル 二学期 〜姫の帰還!〜（ララ・ゴンザレス）
- 獏狩り（先生、女子生徒）

2007年
- 告白CD（冥土卵）
- セキレイ（鈿女）
- 桃華月憚 華劇草紙「闘」（六条章子）
- 東京★イノセント（縞ちゃん）
- 蟲と眼球とテディベア（ヘビ）
- ネギま!? ドラマCD Vol.1、2（桜咲刹那）
- ネギま!? バラエティドラマCD Vol.1、2（桜咲刹那）

2008年
- アルトネリコ2 世界に響く少女たちの創造詩 ドラマCD Vol.2 SIDE クローシェ（イオン）
- 今日の5の2第1巻（佐藤リョータ）
- さよなら絶望先生〜絶望劇場〜（木村カエレ）
- ティンダーリアの種（ティトリー・ローズウッド）
- どきどき魔女神判2〜魔女とアクジ、かれ〜なる?大作戦。そして伝説へ〜（渚烈火）
- はじめての甲子園（二屋球人）
- ふおんコネクト!（三日科交流）
- minority 〜未成年〜（マイ）
- まりあ†ほりっく ドラマCD（衹堂鞠也）
- まりあ†ほりっく ドラマCD（衹堂鞠也）※コミックアライブ応募者全員サービス
- Yourすいーとほーむ（桜沢ネネ）

2009年
- アンソロジードラマCD「うみねこのなく頃に」2009 Winter（嘉音）
- Comic Market76 LimitedCD「ひぐらしのなく頃に」×「うみねこのなく頃に」（嘉音）
- ナビゲーションドラマCD「うみねこのなく頃に」Vol.1、2（嘉音）
- 今日の5の2第2巻（佐藤リョータ）
- 咲-Saki-オリジナルドラマ 第3局（加治木ゆみ、ペンギン）
- 死神姫の再婚 Drama CD Vol.1（アリシア・ライセン）
- 少女ファイト（長谷川留弥子）※コミックス第5巻特装版付属
- SKET DANCE（結城澪呼）
- たなくま6TH 萌えボイス屋 はじめました（ピカリ）
- 天使の姫ごと。（泉美杏）
- 殿といっしょ（小松） - 2シリーズ
- ナナ☆かぜ
- 猫神やおよろず 神饌音盤 巻の一 、二（ゴン太）
- ベルベットアンダーワールド Fragment story 1〜The Wheel of Fortune〜（ドライの姉）
- beatmania IIDX spin-off drama ROOTS26S［suite］Vol.1、2（刃雪達磨）
- 魔法先生ネギま! 〜白き翼 ALA ALBA〜 言っておきたい事がある!（桜咲刹那）
- まりあ†ほりっくドラマCD（衹堂鞠也）
- まりあ†ほりっくドラマCD（衹堂鞠也）※コミックス5巻限定版付属
- 鞠也&かなこによる美しい「まりあ†ほりっく」サウンドトラックの聴き方【前篇】、【後篇】（衹堂鞠也）

2010年
- アニコイ〜ANIme mitaina KOI shitai!〜（荒張夏子&冬子）
- MC☆あくしず ドラマCD「美少女兵器 F-Xは俺の嫁!」（ユーロファイター タイフーン）
- 会長はメイド様! ご主人様 アニメ化ですよ! ドラマCD （加賀しず子）※LaLa 2010年5月号付録
- クイーンズブレイド リベリオン 美闘士戦記、美闘士戦記 激闘編（異端審問官 シギィ） - 2作品
- 三人娘の50物語 Vol.2 〜先輩・後輩・同級生〜（さつき）
- STEINS;GATE 暗黒次元のハイド（漆原るか）
- STEINS;GATE 無限遠点のアークライト（漆原るか）
- 絶対不発アトミックガール(有栖川アリス)
- SKET DANCE2（結城澪呼）
- 世界めいわく劇場 童話「シンデレラ」（魔女、義姉A、義姉B、ナレーション）
- 先輩も後輩も幼なじみもツンデレで眠れないCD（藤堂佳織）
- ティンダーリアの種 外伝 〜それぞれの花祭り〜（ティトリー・ローズウッド）
- 鳥籠学級（雁来瞳）
- TRIP TREK 〜たいせつなお友達〜（ザジゼール・ゾッコ）
- VITAセクスアリス（近衛真琴）※チャンピオンRED いちご 2010年5月号付録
- ブロッケンブラッド ドラマCD（深野としお / しおん）
- beatmania IIDX spin-off drama ROOTS26S［suite］ Vol.3（刃雪達磨）
- 猫神やおよろず 神饌音盤 巻の三（ゴン太）

2011年
- 俺の彼女と幼なじみが修羅場すぎる第1巻、2巻（遊井カオル）
- GIRL FRIENDS（杉山里子）
- 國崎出雲の事情（粂寺皐）※単行本7巻限定版付属
- STEINS;GATEコンプティークオリジナルドラマCD（漆原るか）※2011年10月号付録
- 純情ミステイク（朝比奈薫〈少年〉）
- シロクロネクロ（不二由真）※電撃文庫MAGAZINEVol.18付録「豪華声優陣×第17回電撃小説大賞コラボCD」
- ドントクライ、ガール（たえ子）
- 虹色セプテッタ（小田切志希）※コミック アース・スター付録
- 双×萌 FUTAMOE 〜双子の女の子が萌え萌えで眠れないCD〜（藤宮霞）
- beatmania IIDXドラマCD ROOTS26 Vol.4（クガナ）

2012年
- イナズマイレブンGO ドラマCD「永遠の絆!!」（霧野蘭丸）
- 境界線上のホライゾンHR（本多・二代）
- 國崎出雲の事情（粂寺皐）※単行本11巻限定版付属
- STEINS;GATEアンソロジードラマCDII夢幻泡影のバケーション（漆原るか）
- 零の軌跡 Evolution みにどらまざんまい（シュリ）
- ソニコミ（仁蕩花子）
- となりの怪物くん（山口伊代）
- トリニティセブン 7人の魔書使い（不動アキオ）
- 虹色セプテッタ ドラマCD「ワンナイト カーニバル」 DISC-1、2（小田切志希）
- beatmania IIDXドラマCD Roots26 Vol.5（刃雪達磨、クガナ）

2013年
- Are you Alice?（グリフォン）
- EMERGENCY episode.0 〜結成！エマージェンシー〜（CRAZY YU）
- 科学アドベンチャーシリーズ スペシャルドラマCD「怱卒連鎖のトリプティック」（漆原るか）
- 茅田砂胡 全仕事1993-2013（シェラ）
- 思春期生命体ベガ（アリーデ）
- 進撃の巨人特典ドラマCD サシャの怒濤の料理バトル編!!（サシャ・ブラウス）
- 閃乱カグラ ドラマCD 決戦!?忍居爛堂（葛城）
- デンキ街の本屋さん 〜うまのほねの人々〜（Gメン）
- ファイアーエムブレム 覚醒 ドラマCD Vol.2 不撓不屈のペレジア・ストーム（マルス）
- ひめせん〜姫侍戦乱記〜（織田信長）
- ファイアーエムブレム 覚醒 ドラマCD Vol.3 絶望の未来編 追憶のフューチャー・レクイエム（ルキナ）
- FINALΦFICTION 喜歌劇（黒音恋失）
- やじきた学園道中記 小鉄と狭霧篇（矢島順子）
- ラグナロクオンライン 10thアニバーサリードラマCD 〜私が選ぶ、明日の私〜（ミエリ）
- ラジオドラマエクストルーパーズ（W.I.Z）

2014年
- アルカナハート3 Love Max!!!!! 愛情特盛り!!!!!ドラマCD（ドロシー）
- 真空管ドールコレクション 私立真空管学院 1学期（アリシア）
- ファイアーエムブレム 覚醒 ドラマCD Vol.4 異界の絆編　捜索のドリーミング・ティアラ（ルキナ）
- モノノケミステリヰ（路雪）

2015年
- 篠崎さん気をオタしかに! ドラマCD「ピュアピュアな休日」（日向小夏）
- 真空管ドールコレクション 私立真空管学院 3学期 保健室の怪人
- 聖剣使いの禁呪詠唱 11巻ドラマCD付き限定特装版（神崎斎子）
- 聖闘士星矢 セインティア翔（エリス）※『チャンピオンRED』12月号特別付録
- 夢王国と眠れる100人の王子様 秋のお茶見聞録〜紅茶の国の王子様達〜（ペコ）

2016年
- 昭和元禄落語心中 七「落語な日々-それからの10年-」（小夏）

2017年
- 血界戦線 Blu-ray BOX 朗読劇「ペリジー・フルムーン」ドラマCD（チェイン・皇）
- 昭和元禄落語心中 -助六再び篇- Blu-ray BOX 昭和元禄落語心中傑作選（小夏）
- タイガーマスクW×湘南乃風オリジナルシナリオドラマCD（ミスX）
- デルフィニア戦記 シェラと西離宮の日々（シェラ）
- ゆめのロワイヤル（梶野リフル）

2018年
- スクールガールストライカーズ 〜トゥインクルメロディーズ〜 Melody Collection ボイスドラマ（居吹イミナ）

2019年
- ヒプノシスマイク「Enter the Hypnosis Microphone」（東方天乙統女）

2020年
- ファイアーエムブレム エクストラドラマCD 覚醒 〜闇の胎動、消えない希望〜（ルキナ）
- アイショタ idol show time 3（????）
- アイショタ idol show time 4（冬真颯人）

2022年
- 冤罪執行遊戯ユルキル（びん子） - パッケージ版早期購入特典
- シロナガス島への帰還（アレックス・ウェルナー）

時期未定
- セブンスドラゴンIII code: VFD ドラマCD「にゃーんですクライシス！」（ナガミミ）

### ラジオドラマ
- 悪魔のミカタ（小鳥遊恕宇）
- 部活少女ゆう（ゆう、後輩、校長、ほか全キャラクター 2010年4月1日 - 12月1日）
- 風の中のマリア
- 悠幻の学び舎〜いもうと学園〜（桃源郁美）

### 吹き替え

#### 映画
- モービウス（2022年、マルティーヌ〈アドリア・アルホナ〉[294]）
- エクソシスト 信じる者（2023年、悪魔[295]）
- マッドマックス:フュリオサ（2024年、メリー・ジャバサ〈チャーリー・フレイザー〉[296]）

#### ドラマ
- CSI:マイアミ（2004年 - 2005年、シンシア） - 2シリーズ[一覧 60]
- スターゲイト アトランティス #31（2006年）
- レジェンド・オブ・フラッシュ・ファイター 書剣恩仇録（2007年、李阮止）
- ドールハウス Dollhouse シーズン2（2010年、ベネット・ハルバーソン〈サマー・グロー〉）
- FBI: 特別捜査班（2020年 - 2024年、マギー・ベル〈ミッシー・ペリグリム〉） - 5シリーズ[一覧 61]、タイラー・ケルトン - 3シリーズ(シーズン2～日本版4#22「不肖の息子」(本放送では5#3)
- イエロージャケッツ（2021年、ナタリー〈ジュリエット・ルイス、ソフィー・サッチャー〉[297]）
- DMZ ニューヨーク非武装地帯（2022年、アルマ・オルテガ〈ロザリオ・ドーソン〉[298]）
- ウェアウルフ・バイ・ナイト（2022年、エルサ）
- DOC2 あすへのカルテ（2023年、チェチーリア・テデスキ〈アリーチェ・アルクーリ〉[299]）
- ポーカー・フェイス（2024年、チャーリー・ケイル〈ナターシャ・リオン〉[300]）

#### アニメ
- ヘラクレス（女子生徒）
- 怪盗グルーのミニオン超変身（2024年、パッツィ[301]）

### デジタルコミック
- VOMIC スイート☆ミッション（米田稲子）
- VOMIC スイッチガール!!（2007年、ボスザル）
- +Voice ネガティブ・ツインタワー!（2009年、兵頭要）
- VOMIC いぬまるだしっ（2011年、いぬまるくん）
- VOMIC  激辛! カレー王子（2013年、山田タカシ）
- Manga2.5 恋愛専科（2013年、苗木香澄[302][303]）

### 特撮
- Kawaii! JeNny（2007年、アキラの声）

### 実写映画
- ハケンアニメ!（2022年）※顔出し出演
  - 劇中アニメ『運命戦線リデルライト』（詩織）

### ラジオ
※はインターネット配信。
- 小林ゆうのぷち・どっとあい（2005年、BBQR※）
- 麻帆良学園中等部2-A・ヒミツの放課後[注 2]（2005年 - 2006年、スタチャインターネットラジオ※）
- 小島幸子と小林ゆうの日本橋天女放送局（2006年、TE-A room※）
- 麻帆良学園中等部2-A・ヒミツの放課後Part2・1学期（2006年、スタチャインターネットラジオ※）
- RADIOアニメロミックス 〜ひぐらしのなく頃に編〜（2006年、文化放送）
- RADIOアニメロミックス 〜ひぐらしのなく頃に・こぼれ話編〜（2006年 - 2007年、アニメイトTV※）
- RADIOアニメロミックス（2007年、文化放送）
- ゴスロリ少女探偵団 ラジオ日誌（2007年、音泉※）
- DRAGONAUT STATION ISDA情報局（2007年、音泉※）
- 小林ゆうの小林文明（2008年 - 2009年、文化放送『白石涼子の聞かなきゃ☆そん♪Song!』内・超!A&G+※・i-revo※・KONAMI STATION※）
- a-FANFAN12 小林ゆうのMUSIC JUICE（2008年 - 2011年、USEN※）
- ワールド・デストラクション 〜世界放送委員会〜（2008年、アニメイトTV※）
- まりあ†ほりっく Webラジオ 天の妃放送部（2008年 - 2012年、アニメイトTV※）
- ヒデラジZ（2008年、音泉、ゲストパーソナリティ）
- 小林ゆうの（仮）（2009年 - 2014年、超!A&G+※）
- にゃんこい!ラジオ〜常高陸上部〜（2009年 - 2010年、HiBiKi Radio Station※）
- とらのあなラジオ部〜とららじ〜（2009年 - 2011年、コミックとらのあな公式サイト※）
- おおかみかくし Webラジオ JTTB 嫦娥町観光協会放送（2009年 - 2010年、アニメイトTV※）
- アニチカラジオ ソ・ラ・ヲ・トでいいカナ（2010年、アニプレックス『ANI-COM RADIO 〜フジワラでいいカナ〜』内※、ゲストパーソナリティ）
- ゾッコとミミメの不幸日和[304]（2010年、OH☆TV※）
- YUのCrush Radio（2010年、超!A&G+※）
- アニメ『生徒会役員共』が全部わかるラジオ、略して全ラ!（2010年、アニメイトTV※)
- ひぐらしのなく頃に煌 笑話し編（2011年 - 2012年、アニメイトTV※）
- RAKUJUKU-落塾-（2012年、WALLOP※）
- エクストルーパーズ ギンギラ放送局（2012年、音泉※）
- アニメ『生徒会役員共*』が全部わかるラジオ Super Positive Nippon 略して全ラ！すっぽんぽん!!（2014年、アニメイトTV※）
- みんなで遊ぼうエルダイスの地図（2014年、アニメイトTV※）
- 週刊 小林ゆう（2014年 - 2017年、ラジオ日本）
- EMERGENCY the RADIO（2014年 - 2017年、超!A&G+※）[305]
- 小林ゆうのわくわくANIMAL PARK（2017年、マンガPark）

### ラジオCD
- 仮面のメイドガイ-強制ご奉仕ラジオ-Vol.2
- 血界戦線 技名を叫んでから殴るラジオ! Vol.1
- 小林ゆうのアニメイト文明ラジオCD
- 小林ゆうの月刊小林文明ラジオCD10月号
- ゴスロリ少女探偵団 ラジオ日誌 Vol.1 - 3（2007年 - 2008年）
- さよなら絶望放送
  - 第三巻 特別版
  - 特別版
- 「ノイタミナWEBラジオ」おまとめ1
- ひぐらしのなく頃に煌 笑い話編 海、冷
- 魔法先生ネギま!シリーズ
  - カンダさん☆アイぽんのネギまほラジお 総集編Vol.1
  - カンださん☆アイぽんのネギまほラジお 1、3学期プレミアムCD
  - カンださん☆アイぽんのネギまほラジお バラエティCD
  - カンダさん☆アイぽんのネギまほラジお!? 総集編Vol.1
  - カンダさん☆アイぽんのネギまほラジお!? SP2
  - カンださん☆アイぽんのネギまほラジお〜ネギら部（仮）DJCD1巻
  - STARCHILD PROMOYION DISK〜comicmarket70（秘密の放課後PART2コミケ特別版）
  - 魔法先生ネギま!34巻限定版
- まりあ†ほりっく Webラジオ 天の妃放送部 DJCD 第1巻

### ナレーション
- NHKスペシャル「ＲＥＧＥＮＥＲＡＴＩＯＮ 銃弾のスラム 再生の記録」（2021年10月10日、NHK）
- 逆転人生（2021年7月5日、NHK）
- あにてれ Presents アニソンぷらす+（2008年10月、テレビ東京）
- 銀河へキックオフ!! 〜Jリーガーに挑戦〜（2012年4月 - 2013年2月、NHK）
- おはなしのくにクラシック（2012年4月9日 - 2013年3月4日、Eテレ）
- 東京絶品神グルメ 乃木坂46の食べるだけ（2016年12月10日・2017年7月20日、TBS）
- NHK高校講座 あらためまして ベーシック国語（2017年4月4日 - 2018年2月20日、Eテレ）
- 逃走中 Battle Royal（2022年11月15日、Netflix独占配信）
- 黄金の経験値（2023年10月10日[306]）

### テレビ番組
※はインターネット配信。
- めざましどようび（2011年4月 - 12月、フジテレビ）準レギュラー
- さんすう犬ワン（2014年4月 - 、ワン[307]）
- アニメが好きすぎて生きてるのが辛い（2014年7月2日 - 9月19日、NOTTV※）MC
- 小林ゆうの落語でありんす（2016年5月11日 - 2017年3月15日、AT-X）

### 映像商品
- ACTORS in クリスタル ブレイズ
- Animelo Summer Live 2009 -RE:BRIDGE-
- Animelo Summer Live 2010 -evolution-
- 天の妃放送部DJDVD、第1、2巻
- 銀魂晴祭り2016、2017（仮）
- 幸腹グラフィティ Blu-ray&DVD 第3巻特典映像「幸腹トーク」
- コエキタ!! VOL.1
- 小林ゆうのDVD（仮）
- 小林ゆうのDVD（（仮））
- 昭和元禄落語心中 数量限定生産版、第1巻 - 7巻特典映像
- スクラン祭りだよ、全員集合!!
- 第二回声優アワード 永久保存版 オフィシャルDVD
- First Cast 声優編 Vol.02
- VOICHA!
- 魔法先生ネギま!シリーズ
  - 魔法先生ネギま! 麻帆良学園中等部2-A：一学期特典DVD 麻帆良学園中等部2-A：入学式
  - 魔法先生ネギま! 麻帆良学園中等部2-A：三学期特典DVD 麻帆良学園中等部2-A：二学期終業式
  - 魔法先生ネギま! 麻帆良学園中等部2-A：ホームルーム
  - 魔法先生ネギま! 麻帆良学園 大麻帆良祭
  - ネギま!? 3-A 1学期始業式
  - ネギま!? 3-A 2学期始業式
  - ネギま!? Magical X'mas
  - ネギま!? Princess Festival
  - ネギま!? カンださん☆アイぽんのネギまほビデお〜DVD1巻
  - ネギま!? ネギpon!?収録映像
映像内で恐怖ノエル絵本（紙芝居）を披露した。内容は「マッチ売りの少女」。
  - 魔法先生ネギま!35、36巻限定版付属DVD
- ミュ〜コミ+声優プラスDVD
- ヒプノシスマイク -Division Rap Battle-4th LIVE@オオサカ《Welcome to our Hood》（2020年3月25日）
- 百花繚乱 サムライガールズ 零
- Live5pb.2010 @JCB Hall
- みなみけ!5の2!歌祭りだょ!放課後大爆発!!（Friendsとして）
- 「WORKING!!」「サーバント×サービス」夏祭りだよ!全員集合
- ワールド・デストラクション 〜世界撲滅の六人〜DVD vol,5、6

### 舞台
- 朗読劇「ニートの神様」（2014年8月24日、全役）
- 超!脱獄歌劇「ナンバカ」（2017年、ウパ ※声のみの出演）

#### 落語
- モエオチ!〜小林ゆう 独演会〜（2013年7月7日、ニッポン放送イマジン・スタジオ）
- モエオチ!〜小林ゆう 独演会 其の弐〜（2013年11月24日、ニッポン放送イマジン・スタジオ）
- モエオチ!〜小林ゆう独演会 其の参〜（2014年3月16日）
- モエオチ!〜小林ゆう独演会 其の肆〜（2014年9月28日）

### CM・PV
CM
- AOMORI ROCK FESTIVAL2011 宣伝CM
- AOMORI ROCK FESTIVAL'12 〜夏の魔物〜
- AOMORI ROCK FESTIVAL'13 〜夏の魔物〜
- 呪怨CMナレーション
- 週刊少年マガジン『魔法先生ネギま!』（2006年12月 - 2007年1月度）
- SKYLOCK - 神々と運命の五つ子 -
- ecostore（2021年）

PV
- ARMS（2017年、コブッシー[308]）
- VTuberなんだが配信切り忘れたら伝説になってた PV[309]（2022年、宇月聖）
- 魔法医レクスの変態カルテ PV（2025年、ベルマ[310]）

### パチンコ・パチスロ
- ドラゴノーツ -ザ・レゾナンス-（2011年、カケイ・リョウコ）
- 女番長（2012年、総長（赤眼の誠））
- CR百花繚乱 サムライガールズ（2013年、後藤又兵衛）
- CR銀河乙女（2014年、柳生オリヴィア）
- パチスロ百花繚乱 サムライガールズ（2015年、後藤又兵衛）
- 想定科学パチスロ STEINS;GATE〜廻転世界のインダクタンス〜（2015年、漆原るか）
- パチンコCR閃乱カグラ（2016年、葛城）
- 想定科学パチスロ STEINS;GATE 廻転世界のインダクタンス ランヴォア（2017年、漆原るか）
- パチスロ閃乱カグラ（2017年、葛城）
- CR魔法先生ネギま!（2017年、桜咲刹那[311]）
- CR STEINS;GATE（2018年、漆原るか）
- ぱちんこ いくさの子（時期未定、犬丸[312]）

### コラボアイテム
- ナタリーショップとのコラボアイテム「画伯といっしょ!」[313]
- SEX POT ReVeNGE（2013年）[314]
- SUPERLOVERS（2014年、2015年春）

### その他
- ネギま!? ネギPon!?収録ヴォイス（2006年）iTunesで配信
- 小林ゆうと豚肉と白米（2007年6月 - 2010年4月）声優グランプリweb[315]
- ゆうのお部屋（2009年4月7日 - 6月8日）ファミ通.com
- ファイテンション☆テレビ 『あやまるアニマル』（2008年、歌担当）
- ソフトバンクモバイル「とくする懸賞ダイヤル-懸賞学園-」（2010年）
- オトコの娘カルタ（2010年、読み上げ音声）
- あにめたす（2011年12月 - 2012年4月、広報部長）
- ロックウール工業会「THE ROCK WOOLS」（2012年、ロックウールちゃん）[316]
- アイルーとマイメロディのきらきら大作戦!（2012年、アイルー）着ぐるみライブショー
- Chemical Volume Web限定ドラマ「あかりのむこう」（2014年8月 - 2017年10月）
- 1000ちゃんスペシャルショートドラマ（2014年 - 2015年、運営さん）[317]
- 春についた100のうそ（2015年、間宮多恵[318][319]）オーディオドラマ
- LiSA 横浜アリーナ公演「LiVE is Smile Always〜NEVER ENDiNG GLORY〜」（2017年11月26日・27日、サン、ムーン、モモコ、シャンウェイ、語り部）

## ディスコグラフィ

### シングル
|            | 発売日        | タイトル                  | 規格品番  | 規格品番  | オリコン 最高位 |
| 初回限定盤 | 発売日        | タイトル                  | 通常盤    |           | オリコン 最高位 |
| ---------- | ------------- | ------------------------- | --------- | --------- | --------------- |
| 1st        | 2007年5月30日 | 空のコトバ                | -         | GNCA-7917 | 113位           |
| 2nd        | 2008年1月23日 | FIGHT OR FLIGHT           | -         | GFCA-69   | 93位            |
| 3rd        | 2009年2月11日 | HANAJI                    | ZMCZ-4480 | ZMCZ-4481 | 13位            |
| 4th        | 2011年5月25日 | るんるんりる らんらんらら | ZMCZ-7130 | ZMCZ-7131 | 21位            |

#### 配信限定シングル
| 枚 | 発売日        | タイトル |
| -- | ------------- | -------- |
| 1  | 2024年4月30日 | 弔花の唄 |

### アルバム
|      | 発売日        | タイトル  | 規格品番 | オリコン 最高位 |
| ---- | ------------- | --------- | -------- | --------------- |
| 1st  | 2008年3月26日 | YOU&YU    | GFCA-70  | 223位           |
| ミニ | 2008年9月24日 | ROCK YU!! | GFCA-120 | 277位           |

### キャラクターCD
|     | 発売日       | タイトル  | 規格品番   | オリコン 最高位 | 備考                                                       |
| --- | ------------ | --------- | ---------- | --------------- | ---------------------------------------------------------- |
| 1st | 2012年8月1日 | モエオチ! | TKCA-73799 | 276位           | 初の落語CDで4演目収録。 初回生産分はピクチャーレーベル仕様 |

### タイアップ曲
| 楽曲                         | タイアップ                                                                         | 時期   |
| ---------------------------- | ---------------------------------------------------------------------------------- | ------ |
| 空のコトバ                   | テレビアニメ『Saint October』後期エンディングテーマ                                | 2007年 |
| FIGHT OR FLIGHT              | テレビアニメ『ドラゴノーツ -ザ・レゾナンス-』後期エンディングテーマ                | 2008年 |
| ROCK YU!!                    | ラジオ『小林ゆうの小林文明』テーマソング                                           | 2008年 |
| Black eyes                   | ラジオ『悠幻の学び舎Radio いもうと学園!おにいちゃん時間だよっ!』オープニングテーマ | 2008年 |
| HANAJI                       | テレビアニメ『まりあ†ほりっく』オープニングテーマ                                  | 2009年 |
| HANAJI BLOOD EXPLOSION-MIX   | ラジオ『小林ゆうの（仮）』第1期エンディングテーマ                                  | 2009年 |
| るんるんりる らんらんらら    | テレビアニメ『まりあ†ほりっく あらいぶ』オープニングテーマ                         | 2011年 |
| 微レ存〜フルボッコの神降臨〜 | テレビ東京系『アニソンぷらす』12月度エンディングテーマ                             | 2012年 |
| 弔花の唄                     | ゲームアプリ『悪魔王子と操り人形』主題歌                                           | 2024年 |

### 歌手参加作品
| 発売日        | 商品名                                           | 歌                                          | 楽曲                            | 備考                                                |
| ------------- | ------------------------------------------------ | ------------------------------------------- | ------------------------------- | --------------------------------------------------- |
| 2009年4月24日 | beatmania IIDX 16 EMPRESS ORIGINAL SOUNDTRACK    | 小林ゆう                                    | 「翼」                          | コナミ音楽ゲーム『beatmania IIDX 16 EMPRESS』提供曲 |
| 2011年2月9日  | MAGICAL ANGEL CREAMY MAMI official tribute ALBUM | 小林ゆう                                    | 「LOVEさりげなく」              | 『魔法の天使クリィミーマミ』関連曲                  |
| 2012年7月11日 | リスペクト フォー アニソン                       | 松本梨香、米倉千尋、小林ゆう                | 「CHA-LA HEAD-CHA-LA」          | 田村直美のアニソンカバーアルバム                    |
| 2012年9月19日 | cross wizard                                     | 成田大致、小林ゆう、マーヤ（KING BROTHERS） | 「SUNSET HEART ATTACK」         | SILLYTHINGの1stアルバム                             |
| 2014年2月26日 | WHICH                                            | 96猫、小林ゆう                              | 「Bad∞End∞Night feat.小林ゆう」 | 96猫の3rdアルバム                                   |
| 2014年5月21日 | SQUARE                                           | 秋赤音、ろん（小林ゆう）                    | 「シャクネツ」                  | 秋赤音の3rdアルバム                                 |

### キャラクターソング
| 発売日         | 商品名                                                                                       | 歌 | 楽曲                                                                                 | 備考                                                                                |
| -------------- | -------------------------------------------------------------------------------------------- | --- | ------------------------------------------------------------------------------------ | ----------------------------------------------------------------------------------- |
| 2004年8月4日   | DAN DOH!! SMILE SHOT!                                                                        | 青葉弾道（小林ゆう） | 「My Dream」                                                                         | テレビアニメ『DANDOH!!』関連曲                                                      |
| 2004年8月25日  | 魔法先生ネギま！ 声のクラスメイトシリーズ 11月：武道四天王                                   | 古菲（田中葉月）、桜咲刹那（小林ゆう）、龍宮真名（佐久間未帆）、長瀬楓（白石涼子） | 「KIZUNA」 「KIZUNA（Remix ver.）」                                                  | テレビアニメ『魔法先生ネギま！』関連曲                                              |
| 2005年2月2日   | 輝く君へ                                                                                     | 麻帆良学園中等部2-A かなかな組 | 「輝く君へ」                                                                         | テレビアニメ『魔法先生ネギま！』エンディングテーマ                                  |
| 2005年2月2日   | 輝く君へ                                                                                     | 麻帆良学園中等部2-A かなかな組 | 「Believe」                                                                          | テレビアニメ『魔法先生ネギま！』関連曲                                              |
| 2005年2月23日  | 魔法先生ネギま！ 出席番号のうた                                                              | 麻帆良学園中等部2-A | 「出席番号のうた」                                                                   | テレビアニメ『魔法先生ネギま！』関連曲                                              |
| 2005年4月6日   | ハッピー☆マテリアル 3月度：More Happy version                                                | 麻帆良学園中等部2-A | 「ハッピー☆マテリアル」                                                              | テレビアニメ『魔法先生ネギま！』オープニングテーマ                                  |
| 2005年8月3日   | ハッピー☆マテリアル/輝く君へ〜Peace                                                          | 麻帆良学園中等部2-A | 「ハッピー☆マテリアル（31人ver.・TVサイズ）」                                        | テレビアニメ『魔法先生ネギま！』最終話オープニングテーマ                            |
| 2005年8月3日   | ハッピー☆マテリアル/輝く君へ〜Peace                                                          | 麻帆良学園中等部2-A | 「輝く君へ〜Peace」                                                                  | テレビアニメ『魔法先生ネギま！』最終話エンディングテーマ                            |
| 2005年11月9日  | 「いつだってMyサンタ！」シャーリーキャラクターソング Get my own way                          | シャリー（小林ゆう） | 「Get my own way」 「彼女になりたくて」                                              | テレビアニメ『いつだってMyサンタ！』関連曲                                          |
| 2005年11月30日 | はっぴぃセブン キャラクターソングアルバム                                                    | 沖まひる（小林ゆう） | 「flavor of summer」                                                                 | テレビアニメ『はっぴぃセブン 〜ざ・テレビまんが〜』関連曲                           |
| 2005年12月10日 | 聖なる空の下で                                                                               | 近衛木乃香（野中藍）、桜咲刹那（小林ゆう） | 「聖なる空の下で」                                                                   | テレビアニメ『魔法先生ネギま！』関連曲                                              |
| 2005年12月21日 | my saint〜いつだってMyサンタ！ BGM&CHARACTER SONGS REMIX                                     | シャリー（小林ゆう） | 「Get my own wayリミックスバージョン」                                               | OVA『いつだってMyサンタ！』関連曲                                                   |
| 2006年3月8日   | 落語天女おゆい キャラクターソングス                                                          | 千石涼（小林ゆう） | 「Searchin' for」                                                                    | テレビアニメ『落語天女おゆい』関連曲                                                |
| 2006年8月23日  | つよきす Cool×Sweet コンプリートセレクション                                                 | 椰子なごみ（小林ゆう） | 「Thank You&Good Bye」                                                               | テレビアニメ『つよきす Cool×Sweet』関連曲                                           |
| 2006年11月8日  | 1000%SPARKING!                                                                               | ネギ・スプリングフィールド（佐藤利奈）、神楽坂明日菜（神田朱未）、近衛木乃香（野中藍）、桜咲刹那（小林ゆう） | 「1000%SPARKING!」                                                                   | テレビアニメ『ネギま!?』オープニングテーマ                                          |
| 2006年11月8日  | 1000%SPARKING!                                                                               | ネギ・スプリングフィールド（佐藤利奈）、神楽坂明日菜（神田朱未）、近衛木乃香（野中藍）、桜咲刹那（小林ゆう） | 「A-LY-YA!」                                                                         | テレビアニメ『ネギま!?』エンディングテーマオープニングテーマ                        |
| 2006年12月21日 | ネギま!? 3時間目 恋と魔法と世界樹伝説! ライブ版                                              | 神楽坂明日菜（神田朱未）、桜咲刹那（小林ゆう） | 「恋はPARADEのように」                                                               | ゲーム『ネギま!? 3時間目 恋と魔法と世界樹伝説！』オープニングテーマ                 |
| 2006年11月16日 | ネギPon!?                                                                                    | ネギ・スプリングフィールド（佐藤利奈）、神楽坂明日菜（神田朱未）、近衛木乃香（野中藍）、桜咲刹那（小林ゆう）with ネギPon!?オールスターズ | 「KIRAMEKI☆絶好調！」                                                                | テレビアニメ『ネギま!?』関連曲                                                      |
| 2007年1月24日  | ネギま!? 1000%BOX                                                                            | 麻帆良学園中等部3-A+ネギ・スプリングフィールド | 「1000%SPARKING!」 「A-LY-YA!」                                                      | テレビアニメ『ネギま!?』主題歌                                                      |
| 2007年3月21日  | スクールランブル二学期 ボーカルベスト                                                        | ララ・ゴンザレス（小林ゆう） | 「ルチャドール」                                                                     | テレビアニメ『スクールランブル 二学期』関連曲                                       |
| 2007年3月21日  | Wheel of fortune                                                                             | ゴスロリ少女探偵団 | 「Wheel of fortune」                                                                 | テレビアニメ『Saint October』オープニングテーマ                                     |
| 2007年3月21日  | Wheel of fortune                                                                             | ゴスロリ少女探偵団 | 「Mellow Stereo」                                                                    | テレビアニメ『Saint October』第26話エンディングテーマ                               |
| 2007年5月30日  | Saint October キャラクターミニアルバム 聖三咲                                                | 聖三咲（小林ゆう） | 「INTUITION」 「Golden Lion」 「WARNING」 「CRIMSON」 「DESTINY」 「朝陽が昇る時」   | テレビアニメ『Saint October』関連曲                                                 |
| 2007年6月6日   | Saint October キャラクターソングベストアルバム1 らぶらぶカクテル                             | 聖三咲（小林ゆう） | 「Golden Lion（remix）」                                                             | テレビアニメ『Saint October』関連曲                                                 |
| 2007年6月6日   | Saint October キャラクターソングベストアルバム1 らぶらぶカクテル                             | 葉山小十乃（片岡あづさ）、聖三咲（小林ゆう） | 「運命という名のGRAVITY」                                                            | テレビアニメ『Saint October』関連曲                                                 |
| 2007年6月6日   | Saint October キャラクターソングベストアルバム1 らぶらぶカクテル                             | ゴスロリ少女探偵団 | 「リアルなFantasy」 「ステキなHoliday」 「Wheel of fortune（remix）」                | テレビアニメ『Saint October』関連曲                                                 |
| 2007年8月17日  | らぶ☆セイセンション 木乃香＆刹那 DISC                                                        | 近衛木乃香（野中藍）、桜咲刹那（小林ゆう） | 「らぶ☆センセイション」 「Never give up!」                                           | テレビアニメ『ネギま!?』関連曲                                                      |
| 2007年8月29日  | Saint October キャラクターソングベストアルバム2 涙のペンダント                               | ゴスロリ少女探偵団 | 「Good-bye Day」 「未来へ」                                                          | テレビアニメ『Saint October』関連曲                                                 |
| 2007年8月29日  | Saint October キャラクターソングベストアルバム2 涙のペンダント                               | 聖三咲（小林ゆう） | 「落涙〜奇跡ノ光〜」 「DESTINY -Remix ver.-」 「朝陽が昇る時 -Remix ver.-」          | テレビアニメ『Saint October』関連曲                                                 |
| 2007年9月26日  | ネギま!? ベストアルバム                                                                      | 麻帆良学園中等部3-A+ネギ・スプリングフィールド | 「Hello Again」                                                                      | テレビアニメ『ネギま!?』関連曲                                                      |
| 2007年11月21日 | 絶望歌謡大全集                                                                               | 木村カエレ（小林ゆう） | 「ゴゴゴ・ビューティー」                                                             | テレビアニメ『さよなら絶望先生』関連曲                                              |
| 2007年11月21日 | 絶望歌謡大全集                                                                               | 木村カエレ（小林ゆう） feat.関内・マリア・太郎（沢城みゆき） | 「MISS UNIVERSE（S）」                                                               | テレビアニメ『さよなら絶望先生』関連曲                                              |
| 2007年11月21日 | 絶望歌謡大全集                                                                               | 風浦可符香（野中藍）、木津千里（井上麻里奈）、木村カエレ（小林ゆう）、日塔奈美（新谷良子） | 「絶世美人（お色直しモード）」                                                       | テレビアニメ『さよなら絶望先生』関連曲                                              |
| 2007年11月21日 | 絶望歌謡大全集                                                                               | 風浦可符香（野中藍）、木津千里（井上麻里奈）、木村カエレ（小林ゆう）、関内・マリア・太郎（沢城みゆき）、日塔奈美（新谷良子）、小森霧（谷井あすか）、常月まとい（真田アサミ）、小節あびる（後藤邑子）、藤吉晴美（松来未祐）                           | 「デッド・ラインダンス、デス」                                                       | テレビアニメ『さよなら絶望先生』関連曲                                              |
| 2008年1月25日  | 桃華月憚 華奏楽集                                                                            | 六条章子（小林ゆう） | 「DAILY LOVE」                                                                       | テレビアニメ『桃華月憚』関連曲                                                      |
| 2008年2月14日  | ひぐらしのなく頃に解 キャラクターソングCD 〜character case book〜 Vol.3 北条悟史Link前原圭一 | 北条悟史（小林ゆう） | 「YellowsicKING」                                                                    | テレビアニメ『ひぐらしのなく頃に解』関連曲                                          |
| 2008年2月20日  | ドラゴノーツ ドラマ&キャラクターソング vol.3                                                 | クラタ・サキ（福井裕佳梨）、カケイ・リョウコ（小林ゆう）、ジングウジ・メグミ（中村知世） | 「HELTER SKELTER」 「It's fine today」                                               | テレビアニメ『ドラゴノーツ -ザ・レゾナンス-』関連曲                                 |
| 2008年4月23日  | ナイトウィザード The ANIMATION The BEST vocal collection                                     | 望月チハヤ（小林ゆう） | 「beautiful world」                                                                  | ゲーム『ナイトウィザード The VIDEO GAME 〜Denial of the World〜』関連曲             |
| 2008年5月14日  | 絶望大殺界                                                                                   | 大槻ケンヂ、木村カエレ（小林ゆう） | 「豚のご飯」                                                                         | テレビアニメ『さよなら絶望先生』関連曲                                              |
| 2008年8月27日  | 仮面のメイドガイ キャラクターソング2 なえか＆英子＆美和                                      | なえか（井口裕香）、英子（加藤英美里）、美和（小林ゆう） | 「Girly Talk」 「乳ファンクラブのテーマ」 「ワクガイ!! -TVサイズ-（心意気だ!ver.）」 | テレビアニメ『仮面のメイドガイ』関連曲                                              |
| 2008年8月27日  | ハッピー☆マテリアル リターン                                                                 | 麻帆良学園中等部3-A | 「ハッピー☆マテリアル リターン」                                                     | OAD『魔法先生ネギま！ 〜白き翼 ALA ALBA〜』オープニングテーマ                       |
| 2008年8月27日  | ハッピー☆マテリアル リターン                                                                 | 麻帆良学園中等部3-A | 「輝く君へ〜白き翼 ALA ALBA〜」                                                      | OAD『魔法先生ネギま！ 〜白き翼 ALA ALBA〜』エンディングテーマ                       |
| 2009年2月11日  | 君に、胸キュン。                                                                             | 天の妃少女合唱団 | 「君に、胸キュン。」                                                                 | テレビアニメ『まりあ†ほりっく』エンディングテーマ                                   |
| 2009年7月1日   | アニソンぷらす×アニメ☆ダンス コレクション                                                    | コメ粒坊や（小林ゆう） | 「コメ粒REVOLUTION」                                                                 | 『アニソンぷらす』テーマソング                                                      |
| 2009年7月29日  | 咲-Saki- THE 夢のヒットスクエア キャラソン対局編                                             | 宮永咲（植田佳奈）、天江衣（福原香織）、池田華菜（森永理科）、加治木ゆみ（小林ゆう） | 「麻雀天使にかこまれちゃう」                                                         | テレビアニメ『咲-Saki-』関連曲                                                      |
| 2009年7月29日  | 咲-Saki- THE 夢のヒットスクエア キャラソン対局編                                             | 加治木ゆみ（小林ゆう） | 「見えない君の探し方」                                                               | テレビアニメ『咲-Saki-』関連曲                                                      |
| 2009年8月12日  | SUPER STAR                                                                                   | 泉美杏（小林ゆう） | 「SUPER STAR」                                                                       | ドラマCD『天使の姫ごと。』関連曲                                                    |
| 2009年8月26日  | 暗闇心中相思相愛                                                                             | 木村カエレ（小林ゆう） | 「プライベイトレッスン」                                                             | テレビアニメ『懺・さよなら絶望先生』劇中歌                                          |
| 2009年9月30日  | 絶望歌謡大全集2                                                                              | 木村カエレ（小林ゆう） | 「フラジール・ガール」                                                               | テレビアニメ『懺・さよなら絶望先生』関連曲                                          |
| 2009年9月30日  | 絶望歌謡大全集2                                                                              | 風浦可符香（野中藍）、木津千里（井上麻里奈）、木村カエレ（小林ゆう）、日塔奈美（新谷良子） | 「密室ロッカーズ・ルーム」                                                           | テレビアニメ『懺・さよなら絶望先生』関連曲                                          |
| 2009年12月23日 | 夏のあらし！〜春夏冬中〜 キャラクターソングアルバム 歌声喫茶方舟 〜アキナイチュウ〜          | 穴守好実（小林ゆう） | 「レーダーマン」                                                                     | テレビアニメ『夏のあらし！ 〜春夏冬中〜』第12話挿入歌                               |
| 2010年3月17日  | 自分蜃気楼                                                                                   | 一ノ瀬凪（小林ゆう） | 「自分蜃気楼」                                                                       | テレビアニメ『にゃんこい！』関連曲                                                  |
| 2010年4月30日  | とららじ VOCAL CD 01〜Heroine's morning/未来の君に〜                                         | 大日向夏美（小林ゆう）、君川千恵（今井麻美） | 「Heroine's morning」                                                                | ラジオ『とららじ』オープニングテーマ                                                |
| 2010年4月30日  | とららじ VOCAL CD 01〜Heroine's morning/未来の君に〜                                         | 大日向夏美（小林ゆう）、君川千恵（今井麻美） | 「未来の君に」                                                                       | ラジオ『とららじ』エンディングテーマ                                                |
| 2010年5月26日  | 会長はメイド様！ キャラクターコンセプトCD1〜School Side〜                                    | 加賀しず子（小林ゆう）、花園さくら（花澤香菜） | 「恋花」                                                                             | テレビアニメ『会長はメイド様！』関連曲                                              |
| 2010年5月26日  | B型H系 キャラクターソングアルバム                                                            | 金城京香（小林ゆう） | 「好きです♡お兄様」                                                                  | テレビアニメ『B型H系』関連曲                                                        |
| 2010年5月26日  | B型H系 キャラクターソングアルバム                                                            | 山田（田村ゆかり）、宮野まゆ（花澤香菜）、金城京香（小林ゆう） | 「ノノノノン」                                                                       | テレビアニメ『B型H系』関連曲                                                        |
| 2010年6月23日  | 花、二つ                                                                                     | リオ（小林ゆう）、フィリシア（遠藤綾） | 「花、二つ」                                                                         | テレビアニメ『ソ・ラ・ノ・ヲ・ト』関連曲                                            |
| 2010年7月21日  | アドレーション                                                                               | リオ（小林ゆう）、カナタ（金元寿子） | 「アドレーション」                                                                   | テレビアニメ『ソ・ラ・ノ・ヲ・ト』関連曲                                            |
| 2010年10月20日 | STEINS;GATE オーディオシリーズ☆ラボメンナンバー006☆漆原るか                                  | 漆原るか（小林ゆう） | 「儚い記憶のかけら」                                                                 | ゲーム『STEINS;GATE』関連曲                                                         |
| 2010年11月17日 | 魔法先生ネギま！ 〜もうひとつの世界〜 Theme Song Collection                                  | ネギ・スプリングフィールド（佐藤利奈）、神楽坂明日菜（神田朱未）、近衛木乃香（野中藍）、桜咲刹那（小林ゆう）、宮崎のどか（能登麻美子） | 「LOVE♡ドライブ」                                                                    | OAD『魔法先生ネギま！ 〜もうひとつの世界〜』オープニングテーマ                      |
| 2010年11月24日 | LOVEマシーン                                                                                 | 神代マヤ（日笠陽子）、中川美風（茅原実里）、黒木亜美（高垣彩陽）、成瀬こずえ（花澤香菜）、川嶋千尋（小林ゆう） | 「LOVEマシーン」                                                                     | テレビアニメ『世紀末オカルト学院』関連曲                                            |
| 2010年12月8日  | CSステーション -SAMURAI THE SHOW!!-                                                          | 後藤又兵衛（小林ゆう） | 「消えない最後の夢よ」                                                               | テレビアニメ『百花繚乱 SAMURAI GIRLS』関連曲                                        |
| 2011年2月23日  | 蝋人形の館'99                                                                                | 川島千尋（小林ゆう） | 「蝋人形の館'99」                                                                    | テレビアニメ『世紀末オカルト学院』第10、11話予告編挿入歌                            |
| 2011年5月25日  | るんるんりる らんらんらら/どうにもとまらない                                                 | 天の妃少女合唱団 | 「どうにもとまらない」                                                               | テレビアニメ『まりあ†ほりっく あらいぶ』エンディングテーマ                          |
| 2011年5月25日  | るんるんりる らんらんらら/どうにもとまらない                                                 | 衹堂鞠也（小林ゆう） | 「ドンマイドンマイ！」                                                               | テレビアニメ『まりあ†ほりっく あらいぶ』第12話エンディングテーマ                    |
| 2011年6月15日  | Love The Music                                                                               | LISP feat.ダン（小林ゆう） | 「Love The Music」                                                                   | テレビアニメ『爆丸バトルブローラーズ ガンダリアンインベーダーズ』オープニングテーマ |
| 2011年7月27日  | DO・SとDO・Mの物語                                                                           | 衹堂鞠也（小林ゆう）、汐王寺茉莉花（井上麻里奈） | 「DO・SとDO・Mの物語」                                                               | テレビアニメ『まりあ†ほりっく あらいぶ』関連曲                                      |
| 2011年8月24日  | 桜風に約束を -旅立ちの歌-                                                                    | ネギ・スプリングフィールド&麻帆良学園中等部3-A | 「桜風に約束を -旅立ちの歌-」                                                        | 劇場版アニメ『劇場版 魔法先生ネギま！ ANIME FINAL』主題歌                           |
| 2011年8月25日  | ハッピーアイルーライフG                                                                      | ニャイト（小林ゆう） | 「ハッピーアイルーライフG」                                                          | テレビアニメ『モンハン日記 ぎりぎりアイルー村G』主題歌                              |
| 2011年8月31日  | 乱れ咲き                                                                                     | 飛鳥（原田ひとみ）、斑鳩（今井麻美）、葛城（小林ゆう）、柳生（水橋かおり）、雲雀（井口裕香） | 「乱れ咲き」                                                                         | ゲーム『閃乱カグラ -少女達の真影-』オープニングテーマ                               |
| 2011年9月7日   | めが・めた                                                                                   | ダン（小林ゆう） | 「めが・めた」 「めが・めた（Remix）」                                               | テレビアニメ『爆丸バトルブローラーズ ガンダリアンインベーダーズ』オープニングテーマ |
| 2011年10月26日 | ヴィーナス・クライスト                                                                       | 衹堂鞠也（小林ゆう） | 「ヴィーナス・クライスト」                                                           | テレビアニメ『まりあ†ほりっく あらいぶ』関連曲                                      |
| 2011年12月16日 | SKET DANCE キャラクターソングアルバム "キャラット・ダンス♪"                                  | 浅雛菊乃（小林ゆう） | 「D.O.S」                                                                            | テレビアニメ『SKET DANCE』関連曲                                                    |
| 2012年1月25日  | イナズマイレブンGO キャラクターソング オリジナルアルバム                                     | 神童拓人（斎賀みつき）、霧野蘭丸（小林ゆう） | 「明日のフィールド」                                                                 | テレビアニメ『イナズマイレブンGO』関連曲                                            |
| 2012年3月7日   | パーリー！ハレルヤ！                                                                         | すけっと“敗者“歌謡 | 「ダーリー！ダレルヤ！」                                                             | テレビアニメ『SKET DANCE』関連曲                                                    |
| 2012年8月29日  | 世界は屋上で見渡せた                                                                         | 開盟学園生徒会執行部 | 「世界は屋上で見渡せた〜合唱 ver.〜」                                                | テレビアニメ『SKET DANCE』第70話エンディングテーマ                                  |
| 2012年8月29日  | 華血乱裸 -HANAJI RANRA-                                                                      | 衹堂鞠也（小林ゆう） | 「華血乱裸 -HANAJI RANRA-」 「どうにもとまらない」                                   | テレビアニメ『まりあ†ほりっく』関連曲                                               |
| 2012年11月21日 | 銀河へキックオフ!! キャラクターソングアルバム スタンダード・ナンバー編                       | 太田翔（小林ゆう） | 「Raise your voice!」                                                                | テレビアニメ『銀河へキックオフ!!』関連曲                                            |
| 2012年11月21日 | E.X.TROOPERS The Bounded Soundtrack                                                          | W.I.Z（小林ゆう） | 「Starry Conversation -Triangle mix-」                                               | ゲーム『エクストルーパーズ』関連曲                                                  |
| 2012年11月28日 | イナズマオールスターズ×TPKキャラクターソングアルバム「マジで感謝！」                         | 霧野蘭丸（小林ゆう）、フェイルーン（木村亜希子） | 「涙のArt〜虹色の花〜」                                                              | テレビアニメ『イナズマイレブンGO』関連曲                                            |
| 2013年1月23日  | 銀河へキックオフ!! キャラクターソングアルバム 桃山プレデター編                               | 太田翔（小林ゆう） | 「さよなら夕暮れ」                                                                   | テレビアニメ『銀河へキックオフ!!』関連曲                                            |
| 2013年2月6日   | 僕たちの城                                                                                   | イナズマイレブンGOオールスターズ | 「僕たちの城」                                                                       | テレビアニメ『イナズマイレブンGO クロノ・ストーン』エンディングテーマ               |
| 2013年2月13日  | Fighting Dreamer/闇夜は乙女を花にする                                                        | 飛鳥（原田ひとみ）、斑鳩（今井麻美）、葛城（小林ゆう）、柳生（水橋かおり）、雲雀（井口裕香） | 「Fighting Dreamer」                                                                 | テレビアニメ『閃乱カグラ』1stエンディングテーマ                                     |
| 2013年2月27日  | イナズマイレブンGO クロノ・ストーン オールスターズ キャラクターソング アルバム               | 霧野蘭丸（小林ゆう） | 「B.E.L.I.E.V.E」                                                                    | テレビアニメ『イナズマイレブンGO クロノ・ストーン』関連曲                           |
| 2013年8月14日  | イナズマオールスターズ×TPKキャラクターソングアルバム「感動共有！」                           | 円堂守（竹内順子）、剣城京介（大原崇）、神童拓人（斎賀みつき）、霧野蘭丸（小林ゆう） | 「三日月スマイル」                                                                   | テレビアニメ『イナズマイレブンGO ギャラクシー』関連曲                               |
| 2013年11月6日  | ファッション☆宇宙戦士                                                                        | 小林ゆう、北原沙弥香 | 「誇り高き我らはここにいる」                                                         |                                                                                     |
| 2013年12月29日 | CR百花繚乱 サムライガールズ オリジナルサウンドトラック                                       | 後藤又兵衛（小林ゆう） | 「花のように」                                                                       | パチンコ『CR百花繚乱 サムライガールズ』関連曲                                       |
| 2014年2月19日  | イナズマイレブンシリーズ5周年記念「本当にありがとう」                                        | 霧野蘭丸（小林ゆう） | 「CHAMPIONSHIP」 「手をつなごう」 「僕たちの城」                                     | テレビアニメ『イナズマイレブン』関連曲                                              |
| 2014年3月5日   | 嵐・竜巻・ハリケーン/恋の祭典にようこそ                                                      | 小林ゆう、北原沙弥香 | 「嵐・竜巻・ハリケーン」                                                             | テレビアニメ『イナズマイレブンGO ギャラクシー』エンディングテーマ                   |
| 2014年3月5日   | 嵐・竜巻・ハリケーン/恋の祭典にようこそ                                                      | 小林ゆう、北原沙弥香 | 「嵐・竜巻・ハリケーン」                                                             | ゲーム『イナズマイレブンGO ギャラクシー スーパーノヴァ』エンディングテーマ          |
| 2014年3月5日   | 嵐・竜巻・ハリケーン/恋の祭典にようこそ                                                      | 小林ゆう、北原沙弥香 | 「恋の祭典にようこそ」                                                               | ゲーム『イナズマイレブンGO ギャラクシー ビッグバン』エンディングテーマ              |
| 2014年8月7日   | 閃乱カグラ オリジナルサウンドトラック -真影/紅蓮/真紅-                                       | 国立半蔵学院 | 「光と闇の彼方」                                                                     | ゲーム『閃乱カグラ2 -真紅-』オープニングテーマ                                      |
| 2014年8月7日   | 閃乱カグラ2 -真紅- アレンジサウンドトラック『真紅に舞い踊る少女たち』                        | 葛城（小林ゆう） | 「光と闇の彼方」                                                                     | ゲーム『閃乱カグラ2 -真紅-』関連曲                                                  |
| 2014年8月20日  | 半熟少女                                                                                     | 丹羽野茜（小林ゆう） | 「吉原ラメント」                                                                     | ドラマCD『半熟少女』関連曲                                                          |
| 2014年12月3日  | DENK!SONGS1                                                                                  | Gメン（小林ゆう） | 「守護者の封印〜Seal of guardian〜」                                                 | テレビアニメ『デンキ街の本屋さん』関連曲                                            |
| 2015年2月4日   | 半熟少女2                                                                                    | 丹羽野茜（小林ゆう） | 「心臓デモクラシー」                                                                 | ドラマCD『半熟少女2』関連曲                                                         |
| 2015年4月8日   | 聖剣使いの禁呪詠唱 救世主達の旋律 4                                                          | 神崎斎子（小林ゆう） | 「妄 -デタラメ-」                                                                    | テレビアニメ『聖剣使いの禁呪詠唱』関連曲                                            |
| 2015年4月15日  | デンキ街の本屋さん 第5巻 きゃにめ.jp限定版                                                   | Gメン（小林ゆう） | 「いつかもどる季節」                                                                 | テレビアニメ『デンキ街の本屋さん』第11話挿入歌                                      |
| 2015年8月19日  | Hey!スミス!!                                                                                 | 墨須 with M.O.N | 「Hey!スミス!!」                                                                     | テレビアニメ『モンスター娘のいる日常』エンディングテーマ                            |
| 2015年8月19日  | Hey!スミス!!                                                                                 | 墨須 with M.O.N | 「M.O.Nのテーマ」                                                                    | テレビアニメ『モンスター娘のいる日常』関連曲                                        |
| 2015年11月25日 | HEARTBEAT JAM♪                                                                               | A型ちゃん（悠木碧）、B型ちゃん（堀江由衣）、O型ちゃん（小林ゆう）、AB型ちゃん（中原麻衣） | 「HEARTBEAT JAM♪」                                                                   | テレビアニメ『血液型くん！3』オープニングテーマ                                     |
| 2016年2月29日  | オメガラビリンス ソングコレクション♪                                                         | 翠川真理華（小林ゆう） | 「紅迷路」                                                                           | ゲーム『オメガラビリンス』関連曲                                                    |
| 2016年7月13日  | 魔法つかいプリキュア！ ボーカルアルバム リンクル☆メロディーズ                                | バッティ（遊佐浩二）、スパルダ（小林ゆう）、語り：ガメッツ（中田譲治） | 「Beauty of truth」                                                                  | テレビアニメ『魔法つかいプリキュア！』関連曲                                        |
| 2016年11月23日 | Musica Magica                                                                                | シスターナナ（早見沙織）、ヴェス・ウィンタープリズン（小林ゆう） | 「Purest」                                                                           | テレビアニメ『魔法少女育成計画』関連曲                                              |
| 2018年1月24日  | スクールガールストライカーズ 〜トゥインクルメロディーズ〜 Melody Collection                  | ココナッツ・ベガ | 「サテライト・ラブ」                                                                 | ゲーム『スクールガールストライカーズ 〜トゥインクルメロディーズ〜』関連曲           |
| 2018年8月17日  | スクールガールストライカーズ 〜トゥインクルメロディーズ〜 Melody Collection Vol.2            | ココナッツ・ベガ | 「Mystic Girl」                                                                      | ゲーム『スクールガールストライカーズ 〜トゥインクルメロディーズ〜』関連曲           |
| 2018年8月17日  | スクールガールストライカーズ 〜トゥインクルメロディーズ〜 Melody Collection Vol.2            | 栗本遥（村川梨衣）、居吹イミナ（小林ゆう） | 「Break Out of My Shell」                                                            | ゲーム『スクールガールストライカーズ 〜トゥインクルメロディーズ〜』関連曲           |
| 2018年11月28日 | トキノツバサ                                                                                 | ドナ（小林ゆう） | 「Prove」                                                                            | テレビアニメ『RErideD-刻越えのデリダ-』関連曲                                       |
| 2020年4月24日  | TSUME                                                                                        | YUKI（小林ゆう） | 「TSUME」                                                                            | テレビアニメ『おしりたんてい』挿入歌                                                |
| 2020年9月2日   | ヒプノシスマイク-Division Rap Battle- Official Guide Book 初回限定版特典CD                   | 中王区 言の葉党 | 「Femme Fatale」                                                                     | 『ヒプノシスマイク』関連曲                                                          |
| 2020年12月4日  | アイショタ idol show time 4                                                                  | Lucifer | 「GIANT KILLeR」                                                                     | 『アイショタ』関連曲                                                                |
| 2022年7月27日  | パリピ孔明 VOCAL COLLECTION MEGAMORI!!                                                       | MIA（小林ゆう） | 「Make it real」                                                                     | テレビアニメ『パリピ孔明』挿入歌                                                    |
| 2022年10月24日 | 東方ダンマクカグラ ミュージックコレクション・幻                                              | 鬼人正邪（小林ゆう） | 「Christmas Bomb!!」                                                                 | ゲーム『東方ダンマクカグラ』関連曲                                                  |
| 2023年7月      | ワンダー・ファニー・ハーモニー                                                               | サクラコ（加隈亜衣）、ヒナタ（日高里菜）、マリー（小澤亜李）、ウイ（後藤沙緒里）、シミコ（富田美憂）、ヒフミ（本渡楓）、アズサ（種田梨沙）、ハナコ（豊田萌絵）、コハル（赤尾ひかる）、ミカ（東山奈央）、ツルギ（小林ゆう）、イチカ（鷲見友美ジェナ） | 「ワンダー・ファニー・ハーモニー」                                                   | Webアニメ『ブルーアーカイブ 2.5周年記念ショートアニメーション』主題歌               |
| 2024年7月29日  | ライブスタート                                                                               | Live-ON CAST | 「ライブスタート」                                                                   | テレビアニメ『VTuberなんだが配信切り忘れたら伝説になってた』エンディングテーマ      |
| 2024年11月27日 | VTuberなんだが配信切り忘れたら伝説になってた Blu-ray&DVD Vol.1                               | 心音淡雪（佐倉綾音）、宇月聖（小林ゆう） | 「男と女のラブゲーム」                                                               | テレビアニメ『VTuberなんだが配信切り忘れたら伝説になってた』エンディングテーマ      |
| 2024年12月25日 | VTuberなんだが配信切り忘れたら伝説になってた Blu-ray&DVD Vol.2                               | 神成シオン（諸星すみれ）、宇月聖（小林ゆう） | 「ふたつの星」                                                                       | テレビアニメ『VTuberなんだが配信切り忘れたら伝説になってた』エンディングテーマ      |
| 2025年10月22日 | メメントモリ Lament Collection Vol.3 〜Witches of Qlipha〜                                   | アームストロング（小林ゆう） | 「II. THE SOUL」                                                                     | ゲーム『メメントモリ』キャラクター専用曲                                            |

### 作詞をした作品
- My Dream（青葉弾道名義）
- 約束
- ミックスジュースdeマックスパワー
- FREE?
- ゼロリアン
- 閃光の瞬き
- MAD LOVE
- Communication Breakdown（田村直美との共作）
- 28時
- Astro Rider
- Angel
- 祈りよりツヨイチカイ（田村直美との共作）
- White Wing
- 愛を貫け

## ライブ

### ワンマンライブ
- 小林ゆう 1st Live Don't stop me now!（2009年 表参道FAB）

### 合同ライブ
- アニソンぷらすLIVE（2011年、中野サンプラザ）
- アニメ紅白歌合戦（2012年、東京国際フォーラムA）
- FOK(フォーク・オーケン) 46 弾き語り大槻ケンヂ初めてのツアー012 春編（2012年、渋谷 7th Floor）
- JAPAN ANISON CUP2012（2012年、東京国際フォーラムC）
- アニメ紅白歌合戦 Vol.2（2012年、国立代々木競技場第一体育館）
- AOMORI ROCK FESTIVAL '14（2014年）

## 書籍

### 写真集
- Lovin' Yu（2008年、シンコーミュージック、Extra DVD付）ISBN 978-4-401-62269-6
- トゥー・ラブ×ワン・ラブ（2010年、小学館、Extra DVD付）ISBN 978-4-09-103087-0

### 雑誌連載
- Trouble shooter（2011年2月号 - 、声優アニメディア）
- 宇宙炎天のディーバ・ミスティックガーネットスターを探せ!（2013年vol,17 - 、声優パラダイスR）
- 小林ゆうのロック名曲50選（リスアニ!）
- ゆう画伯のコレは何でしょう!?（声優グランプリ）

### 関連書籍
- 小林ゆう伝説（2011年、マーガレット特大号19、小林をモデルとした読み切り漫画で作画は雪森さくらが担当）

### その他
- ゆうYOUじてき（2005年11月 - 、アニカン vol,14 - ）
- アニグラ（2010年11月10日 - 12月15日、日刊スポーツ）水曜担当

## 画業
きわめて独創的な絵を描くことで知られる。各種出演アニメイベントなどで絵を披露している。魔法先生ネギま!のラジオ企画で絵を描いてから話題になり、「画伯」と呼ばれるほどになる。以下がこれまでの作品例である。
「First Cast 声優編 Vol.02」
発売元「D-project」での通販特典である特製ジャケット裏に共演の小林沙苗、河原木志穂のものと共に、それぞれの自画像が印刷されている。
インターネットラジオ『麻帆良学園中等部2-A・ヒミツの放課後』
「恐怖!お絵かき対決!」のコーナーでネギま!のキャラクターを佐藤利奈やゲストと描いていた。一般に、小林の画伯伝説はこのコーナーから始まったと言われている。ここで描かれた絵が下記の単行本に収録された。
『魔法先生ネギま!』第16巻限定版
クラスメイト31人全員のイラスト+作者である赤松健の似顔絵を担当。
テレビアニメ『ネギま!?』
このアニメでは毎回最後の提供バックにその回のメインキャラクターを演じる声優が描いた絵が登場するのだが、刹那がメインの第6話では小林が担当。予想通りの出来であり、絵が出る直前には「画伯!?」というテロップも表示された。また本編で刹那がリアクションをとる際、小林が描いた姿になることもあり『ネギま!?』のOVAでもその姿を見ることができる。さらに第11話では教会らしき場所のステンドグラスに、彼女の絵らしきものが描かれていた。それは "Yuu Kobayashi" のサイン付きであり、クレジットにも表記された。
『魔法先生ネギま!』 オフィシャルファンブック「ネギパ!」
その独創的な絵のセンスを買われ、毎号次回予告のイラストを担当している。また自身が演じている桜咲刹那が特集された第5号では、「画伯タッチの絵描き歌」まで登場。さらに、同書では「魅惑の絵師」「驚愕の絵師」「驀進の絵師」などと称されている。
『ネギま!?』 iPod「ネギPon!?」
彼女の絵が数十枚入っているほか、「小林ゆう画伯塾」なるビデオまで収録されている。
Wii用ソフト『ネギま!? ネオ・パクティオーファイト!! 』
ある条件を満たすと隠しキャラクターとして彼女の書いた刹那が使用可能になる。
DS用ソフト『ネギま!?超麻帆良大戦チュウ』
ソフト購入者の中から抽選で100名に、小林が描いた「アーティファクト・ジャケット」がプレゼントされた。モチーフは前作「ネギま!?超麻帆良大戦」のパッケージイラストである。
『魔法先生ネギま!』 23巻限定版カバー下
23巻限定版のカバーを外すとクウネル・サンダースの絵が描かれている。赤松健はビームを発射する巨神兵のようと。
インターネットラジオ『小島幸子と小林ゆうの日本橋天女放送局』
『落語天女おゆい』のWebラジオで『ヒミツの放課後』同様に絵を描くコーナー「日本橋学園高校お絵かき部」があり、小島幸子とともに作品に登場しそうな妖魔を描いた。画像は公式サイトのラジオ通信のページに掲載されている。
スクラン祭りだよ、全員集合!!
2006年7月2日に行われた同名のイベントにおいては『ルチャドール』（『ルチャ・ドール』）という（本人も認める）破壊力抜群の歌を披露。
RADIOアニメロミックス 〜ひぐらしのなく頃に・こぼれ話編〜
2006年11月 - 12月に放送のanimate.tvの同名番組内で、彼女の描いた絵のお題を当てるコーナーがあった。
テレビアニメ『Saint October』
共演している片岡あづさ、福井裕佳梨のブログにマクドナルドのキャラクタードナルドを書いた絵がアップされた。あまりの絵に2人とも「天才」というコメントを残した。
DVD Vol.2の特典映像に指定された『Saint October』のキャラクターを描くコーナーがあり、そこで片岡、福井の他ナレーターとして出演していた川本成に衝撃を与えていた。
テレビアニメ『さよなら絶望先生』
以下の話において、小林の絵が使われた。なお、いずれもエンディングのクレジットに小林の名前が表記されている。
- 第4話：木村カエレのパンツの絵柄
- 第5話・第6話：前田君の似顔絵を2カット、右下に「ンサ田前ノ作伯畫」（畫伯作ノ前田サン）と書かれている
- 第8話：木村カエレのパンツに前田君の似顔絵
- 絶望少女撰集（BS11 Ver.）：エンドカード

また、クレジットはされていないが、2期以降も以下の箇所で使われている。
- 2期第4話（DVDでは第4話 - 第6話）：エンディング「恋路ロマネスク」の背景の壁の落書き。
- 3期第1話：「絶望先生えかきうた」を後藤邑子と共に担当。この絵は、そのまま原作の188話でも使用された。
- 3期第13話：「絶望先生えかきうた」を大槻ケンヂと共に担当。
- 俗・さよなら絶望先生（序〜俗・さよなら絶望先生 少女撰集〜）エンドカードその1

インターネットラジオ『さよなら絶望放送』
DJCD 第4巻の初回封入特典のステッカー用に、構成作家Tの似顔絵を描き下ろした。
写真集『Lovin' Yu』
最終ページに特典DVDで共演した犬「フローラ」の絵が掲載されている。
インターネットラジオ『「うみねこのなく頃に」Episode R -Radio of the golden witch-』
第4回にゲスト出演した際、メインパーソナリティの大原さやかから自分を描いて欲しいと言われたが、小林は「女性の生きてる方は事務所NGで描けない」と断わったため、二人が演じているキャラクターをお互いに描くことになった。小林は大原が演じるベアトリーチェを描いた。画像はラジオ公式サイトに掲載されている。
「爆丸」アビリティカード Crush Tearsバージョン「画伯降臨」
主人公の声をあてるテレビアニメ「爆丸バトルブローラーズ」でエンディングテーマ「Communication Breakdown」をCrush Tearsが担当した際、シングルCDに初回特典としてゲーム玩具「爆丸」で使用するオリジナルのレアカードが封入された。全4種類中1枚を画伯が担当、「画伯降臨」と題し子供向けカードにあるまじき才能が炸裂した絵になっており、カードのスペックと合わせてトラウマものの「スペシャル」カードになっている（レアカードを引く確率も他の3種より低くなっている）。
『先輩も後輩も幼なじみもツンデレで眠れないCD』通販特典アナザージャケット
天使・悪魔トートバッグ
Crush Tears 1st liveの物販にて小林ゆう写真集3冊ごとに1つプレゼントされた。
ノイタミナさんTシャツ・トートバッグセット
ノイタミナショップで販売されている小林の絵がプリントされているグッズ。
カードゲーム『まんかいプリンセス』イラスト
PS3用ソフト『神次元ゲイム ネプテューヌV』
彼女が演じたキャラ「キセイジョウ・レイ」が自分の過去を語る時にレイが描いたという設定で3枚登場。その際、ゲーム中でレイが「画伯」と呼ばれている。
テレビアニメ『進撃の巨人』
サシャ・ブラウス役と、第12話のエンドカードを担当。サシャと彼女の好物である芋を題材として描いたが、完成品は白地に黒い線と赤い線がのたうち回るものとなった。
テレビアニメ『超次元ゲイム ネプテューヌ』第1話
ゲーム版同様キセイジョウ・レイを担当。第2話の予告において本編でレイが配っていたチラシの部分が彼女の絵に置き換わっている。
テレビアニメ『デンキ街の本屋さん』
Gメン役と、第11話のエンドカードを担当。

### 絵に関するエピソード
- 2006年6月9日配信のWEBラジオ内で描いた絵（『魔法先生ネギま!』の源しずな）がWEBにUPされた時には、あまりの危険さにスタッフの修正が入った。
- 赤松健の日記で他の出演者は「さん」となっているのに対し、小林のみ「画伯」となっている。
- 『声優グランプリ』連載『ゆう画伯のコレは何でしょう!?』（2006年5月号 - ）
- 「相手の精神的ダメージが大きい」として、事務所から人の似顔絵（特に女性声優の絵）を描くことは禁止されている。
- AT-Xにて放送された『独占潜入! ネギま!? ラストコンサート』では、アニメ『ネギま!?』のイベント「Princess Festival」についての思い出を絵にするコーナーにおいて、艶やかな舞台と賑やかな出演メンバーの様子を、個性的なタッチで描いていた。
- 『FIGHT OR FLIGHT』i-revoミュージックICE内のメッセージムービーでは、家族で正月を過ごしている様子を表現した絵を披露。その絵はジグソーパズルとしてプレゼントされた。
- 『佐藤利奈のあの空で逢いましょう♪F』#45にゲスト出演した際、ヒミツの放課後で看板コーナーだった「恐怖!お絵かき対決!」を再現した。アルバム『YOU&YU』のジャケットにあるイラストが牛であり、番組内で互いに牛の絵を披露した。
- 2008年3月21日発売の『ひぐらしのなく頃に解』のDVD「捜査録 - 結 - file.01」初回限定版に付いている特典映像「オヤシロ刑事 情熱派 第一話」に出演。そこでオリジナルハニートーストの絵を描く。
- 大槻ケンヂのエッセイ集『人として軸がブレている』の中で「地獄を見てきたかのような素敵なイラストをお描きになる声優さん」と紹介されている。一方で大槻は小林の歌唱力を「戸川純以来の逸材」と絶賛している。
- 『宇宙GメンEX』（AM、24:00〜25:00）2009年8月20日放送の「声優サマーフェスティバル」の「小林ゆうの!声優・妄想ルーム」で自宅を描いた際、「宇宙Gメン」公式ホームページ において「画伯の絵はやはり一般人には難しすぎるようです!」と書かれている。